# Смоленск
Смоле́нск — город на западе России, административный, промышленный и культурный центр Смоленской области. Один из древнейших городов России (первое упоминание в летописи относится к 863 году). Носит почётное звание «Город-герой» (с 6 мая 1985 года). Награждён орденом Ленина и орденом Отечественной войны I степени, медалью «Золотая Звезда».
В истории России известен как «город-щит», «щит России» и «город-ключ», который на протяжении многих веков служил надёжной защитой Москвы, ограждая её от посягательств ряда европейских соседей. В Смутное время благодаря храбрости и самоотверженности смолян удалось задержать многочисленное войско короля Речи Посполитой Сигизмунда III. Стойкость и патриотизм смолян, 20 месяцев выдержавших осаду в крепости, послужили примером для восстания Второго народного ополчения под руководством купца Кузьмы Минина и князя Дмитрия Пожарского против оккупации интервентами.
Город расположен в 378 км (по автодороге — 410 км) к западу от Москвы, в верхнем течении Днепра, являясь самым удалённым от Москвы административным центром области, непосредственно граничащей со столичным регионом. Он имеет выгодное географическое положение на путях из Москвы в Белоруссию, Прибалтику, страны Центральной и Западной Европы. Город простирается с запада на восток на 25 км и с севера на юг на 15 км. Его территория составляет 166,35 км². Население — 310 460 чел. (2025).

## Этимология
Существует несколько версий происхождения названия города. Согласно одной из версий, оно восходит к названию реки Смольня (старославянское слово смоль означает чернозём; к соответствующим славянским корням возводил название города польский лингвист Станислав Роспонд) либо к этнониму смоляне. Версию о миграции из Дунайских земель племени смолян, давшего имя городу Смоленску, выдвигал лингвист О. Н. Трубачёв.
Другая версия происхождения упоминает знаменитый торговый путь «из варяг в греки». Жители города занимались смолокурением. Смола, как основной продукт смолокурения, шла на смоление лодок для того, чтобы придать им бо́льшую прочность, сохранить от рассыхания и гниения. Сосновые леса, располагавшиеся рядом с городом, благоприятствовали строительству лодок и тесно связанному с ним производству смолы. Люди, проживавшие в местности, где основным продуктом производства была смола, получили коллективное прозвищное имя — смоляне, а их основной центр поселения стал именоваться Смоленском. Подобного рода профессиональные группы людей размещались и в других местах, прилегающих к Смоленску. Свидетельством тому могут служить названия таких селений, как Смоляки, Смоляны, Смолково, Смолка, Смолики, Смоли.
Рядом археологов первоначальным Смоленском считается Гнёздово. От этой точки зрения отталкивается версия, что древнее название Гнёздова — Свинеск, образованное от гидронима Свинец. Считается, что это название под влиянием распространённого в данной местности (в связи с волоком) смоления судов позднее преобразовалось в Смоленск.

## География

### Географическое расположение
Смоленск расположен на территории Смоленской возвышенности, являющейся западной частью Смоленско-Московской возвышенности, по обоим берегам верхнего Днепра, который берёт своё начало у села Бочарово Сычёвского района Смоленской области.
Рельеф городской территории изрезан многочисленными глубокими оврагами и долинами речек и ручьёв, впадающих в Днепр. Высокие межовражные и межречные увалы, холмы и мысы образуют так называемые горы. Перепад высот достигает 90 метров. Считается, что город лежит «на 7 холмах».
Река делит город на две части, соединённые между собой тремя мостами: северную (Заднепровье) и южную (Центр). Центр, старая часть города, занимает высокий, сильно изрезанный левый берег Днепра.
| С-З | Псков ~ 450   | Великий Новгород ~ 550 | Тверь ~ 400  | С-В |
| З   | Витебск ~ 130 | Роза ветров            | Москва ~ 390 | В   |
| Ю-З | Могилёв ~ 190 | Брянск ~ 240           | Калуга ~ 340 | Ю-В |

### Часовой пояс
Смоленск находится в часовой зоне МСК (московское время). Смещение применяемого времени относительно UTC составляет +3:00.
В соответствии с применяемым временем и географической долготой средний солнечный полдень в Смоленске наступает в 12:52.

### Климат
Климат в Смоленске умеренно континентальный, смягчённый влиянием Атлантического океана.
Для города характерно прохладное, преимущественно дождливое лето и довольно затяжная умеренно-холодная зима. По данным наблюдений за период 1981—2010 гг. среднегодовая температура составляет +5,4 ºС; средняя температура самого холодного месяца (февраля)— минус 6,4 °С, самого тёплого (июля) — плюс 17,8 °С. Среднегодовая норма осадков за тот же период — 738 миллиметров. В течение года 164 дня преобладает пасмурная погода, 60 дней с туманами, 25 дней с грозами. Наиболее влажным является летний период. Среднегодовое значение относительной влажности воздуха — 80 %.
Преобладающая в городе роза ветров — западная, южная и юго-западная.
| Показатель                                | Янв.  | Фев. | Март  | Апр.  | Май  | Июнь | Июль | Авг. | Сен. | Окт. | Нояб. | Дек.  | Год  |
| ----------------------------------------- | ----- | ---- | ----- | ----- | ---- | ---- | ---- | ---- | ---- | ---- | ----- | ----- | ---- |
| Абсолютный максимум, °C                   | 9,3   | 9,0  | 17,5  | 28,0  | 30,2 | 31,2 | 34,5 | 37,2 | 29,5 | 24,8 | 14,6  | 9,0   | 37,2 |
| Средний суточный максимум, °C             | −5,1  | −4,5 | 0,7   | 10,1  | 17,5 | 21   | 22,6 | 21,3 | 15,7 | 8,5  | 1,3   | −3    | 8,9  |
| Средняя температура, °C                   | −7,9  | −7,6 | −2,9  | 5,4   | 12,1 | 15,8 | 17,4 | 16   | 10,7 | 4,8  | −1    | −5,3  | 4,9  |
| Средний суточный минимум, °C              | −10,9 | −11  | −6,4  | 1,2   | 6,9  | 10,7 | 12,5 | 11,3 | 6,6  | 1,8  | −3,3  | −7,9  | 1    |
| Абсолютный минимум, °C                    | −41   | −39  | −28,1 | −19,8 | −5,4 | −0,7 | 4,4  | 0,3  | −4,4 | −20  | −30   | −35,2 | −41  |
| Норма осадков, мм                         | 40    | 38   | 39    | 39    | 56   | 78   | 91   | 82   | 64   | 57   | 52    | 47    | 683  |
| Источник: Climatebase.ru, Погода и климат |       |      |       |       |      |      |      |      |      |      |       |       |      |

| Показатель                    | Янв. | Фев. | Март | Апр. | Май  | Июнь | Июль | Авг. | Сен. | Окт. | Нояб. | Дек. | Год |
| ----------------------------- | ---- | ---- | ---- | ---- | ---- | ---- | ---- | ---- | ---- | ---- | ----- | ---- | --- |
| Средний суточный максимум, °C | −3,8 | −3,4 | 2,1  | 11,2 | 18   | 21   | 23,1 | 21,7 | 15,8 | 9    | 1,3   | −2,8 | 9,4 |
| Средняя температура, °C       | −6,2 | −6,4 | −1,4 | 6,3  | 12,5 | 15,8 | 17,8 | 16,3 | 10,9 | 5,3  | −0,9  | −5,1 | 5,4 |
| Средний суточный минимум, °C  | −8,9 | −9,6 | −4,9 | 1,9  | 7,3  | 10,9 | 12,9 | 11,5 | 6,7  | 2,2  | −3,2  | −7,6 | 1,6 |
| Норма осадков, мм             | 48   | 42   | 42   | 38   | 61   | 87   | 90   | 85   | 70   | 66   | 58    | 51   | 738 |
| Источник: Погода и климат     |      |      |      |      |      |      |      |      |      |      |       |      |     |

## История

### Древнерусский период

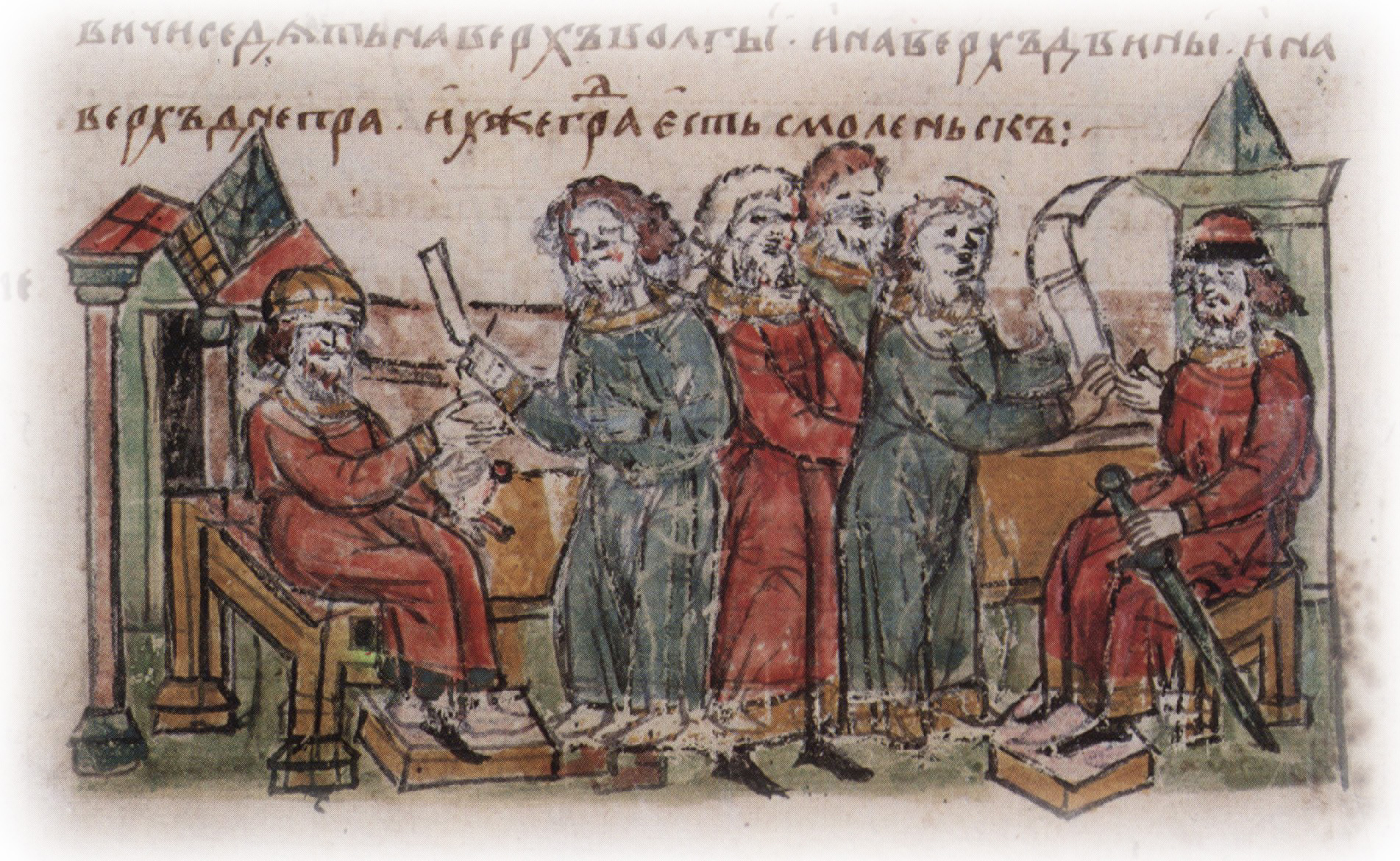
Кривичи в Смоленске (IX век). Миниатюра из Радзивилловской летописи, конец XV века

Смоленск — один из древнейших городов Руси. Время его основания неизвестно. В недатированной части «Повести временных лет» он впервые упоминается как центр племенного союза кривичей. В Устюжском (Архангелогородском) своде XVI века упомянут под 863 годом, когда Аскольд и Дир в походе из Новгорода в Царьград обошли город стороной, так как он был сильно укреплён и многолюден. Достоверность этого упоминания сомнительна, так как Устюжский свод был составлен более, чем через 600 лет после событий IX века. Согласно «Повести временных лет», в 882 году Смоленск был присоединён к Древнерусскому государству князем Олегом:
Поиде Олгъ, поемъ вои свои многы: варягы, чюдь, словѣны, мѣрю, весь, кривичи. И прия городъ Смольнескъ и посади в нем мужь свой.
Эта ранняя летописная дата не рассматривалась как доказательство существования Смоленска уже в IX веке (Начальный летописный свод был составлен только в конце XI века), поскольку долгое время считалось, что археологические следы города на Соборной горе (исторический центр Смоленска) ранее второй половины XI века отсутствуют. В 15 км к западу от центра Смоленска расположен крупный Гнёздовский археологический комплекс, включающий остатки торгово-ремесленного поселения и большое число курганов. Основной период их создания определяется Х — началом XI века. Детали погребального обряда комплекса указывают на этническую (славяне, скандинавы и др.) и социальную (знать, воины, ремесленники и др.) неоднородность населения. Центральное поселение возникло на рубеже IX и X веков и являлось ремесленно-торговым центром на пути «из варяг в греки». Многие исследователи рассматривали Гнёздовский комплекс как древний Смоленск, перенесённый затем на новое место, что должно было объяснить отсутствие археологических слоёв до XI века в самом Смоленске. Согласно другой точке зрения, Гнёздово было погостом — местом пребывания дружины и сбора дани, а Смоленск существовал в это же время и являлся племенным центром кривичей.
Ещё в первой половине XX века археологи находили на Соборной горе лепную керамику в культурном слое, датируемом ими ранним периодом, но эти находки не получили должного освещения. Полевые исследования, начатые в 2014 году экспедицией Института археологии РАН под руководством Н. А. Кренке в верхней части северо-восточного склона Соборной горы, на территории Троицкого монастыря и в других местах, дали ряд материалов, указывающих на существование на Соборной горе обширного поселения конца 1-го тысячелетия н. э., входящего в состав крупного комплекса поселений кривичей. Эти датировки были подкреплены серией радиоуглеродных анализов.
В 1127 году киевский князь Мстислав Великий даёт Смоленск в удел своему 17-летнему сыну Ростиславу Мстиславичу. После смерти отца Ростислав стал фактически независимым князем и княжил в городе до 1160 года, когда занял киевский престол. Таким образом было заложено основание независимого Смоленского княжества под властью династии Ростиславичей, которое накануне монголо-татарского нашествия было одним из самых сильных русских княжеств. Смоленские князья претендовали на великокняжеский киевский престол и не раз овладевали им (сам Ростислав Мстиславич, его сыновья Роман Ростиславич, Давыд Ростиславич и Рюрик Ростиславич, его внук Мстислав Романович Старый).
Столетие перед ордынским нашествием было периодом расцвета Смоленска: город занимал площадь 115 га, на которой располагалось около 8 тыс. домов с населением около 40 тыс. человек. По количеству возведённых каменных храмов на рубеже XII и XIII веков Смоленск превосходил любой другой город Руси. Торговля Смоленского княжества с Западом в XIII—XIV веках велась преимущественно по Западной Двине. В 1229 году был заключён Договор Смоленска с Ригой и Готландом — «Смоленская торговая правда», имевшая важное значение в установлении торговых связей княжества.
После землетрясения, произошедшего в мае 1230 года, и двухгодичного мора Смоленское княжество ослабло. В 1232 году между Ростиславичами случилась распря и Смоленск был взят полоцким князем Святославом Мстиславичем; при этом Святослав устроил резню, перебив многих враждебных ему горожан.

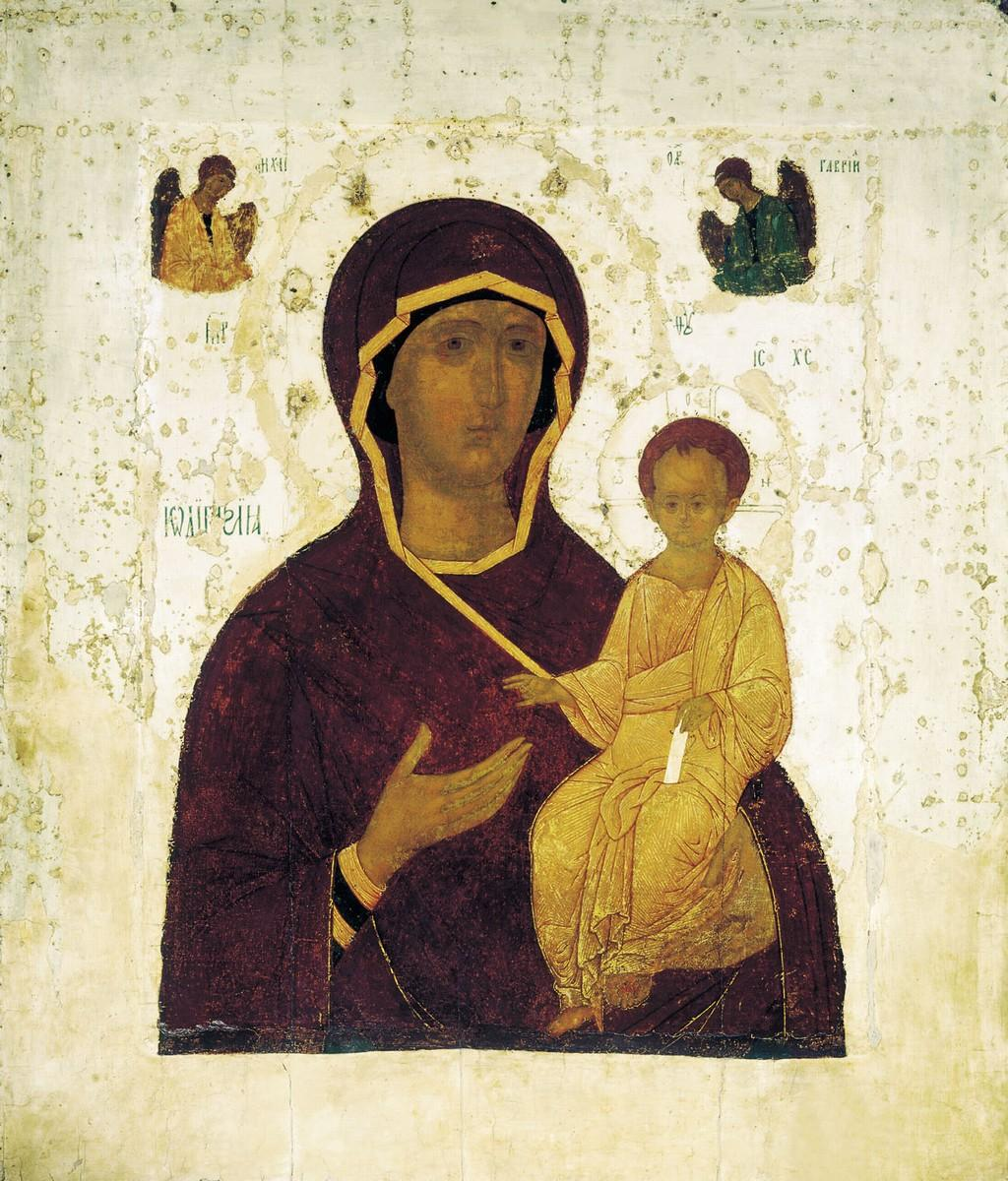
Смоленская икона Божией Матери — главная святыня средневекового Смоленска; бесследно исчезла в 1941 году

Во время монгольского нашествия город не пострадал, но многие районы княжества были разгромлены и Смоленск утратил своё значение, мало-помалу попадая в зависимость от возвышающегося Великого княжества Литовского. В конце XIII века смоленские князья завязывают тесные отношения с Великим княжеством Литовским. В частности, во время своих походов на Москву в 1368 и 1370 годах Ольгерд получал военную помощь от смоленского князя Святослава Ивановича.
В 1387 году «чёрная смерть» унесла жизни почти всех жителей города. В живых осталось 5 человек, которые «вышли из города, затворив за собой ворота».
Племянник Ольгерда Витовт поставил целью овладеть Смоленском, где разгорелась борьба между князьями — сыновьями Святослава, в результате которой великий князь Юрий Святославич был в 1392 году изгнан к своему тестю Олегу Рязанскому и заменён братом Глебом. Это дало повод к вмешательству: распустив слух, что идёт на татар, Витовт в 1395 году неожиданно появился с войском под стенами Смоленска и заявил претензию выступить третейским судьёй. Все смоленские князья явились к нему с дарами; взяв дары, Витовт арестовал князей и отправил их в Великое княжество Литовское, затем подступил к городу, сжёг посады, взял крепость и посадил своих наместников. Рязанский князь, возмущённый этим, предпринял боевые действия против Витовта; но Москва, где правил зять Витовта Василий I Дмитриевич, наоборот, благоприятствовала ему.

### В составе Великого княжества Литовского
Смоляне, недовольные литовским владычеством, установили связи с Юрием Святославичем. В августе 1401 года, когда Витовт ослабел после поражения на Ворскле, Олег Рязанский явился под Смоленск, взял его, убил бывшего на тот момент смоленским князем Романа Михайловича, перебил смоленских бояр литовской партии и посадил Юрия Святославича. Витовт тотчас выступил с войсками к городу, но, осадив город, ничего не достиг; в Смоленске восстание сторонников Витовта было подавлено, а Витовт, напрасно простояв четыре недели и заключив перемирие, ушёл. Не удалась Витовту и трёхмесячная осада Смоленска в 1404 году. Олег Рязанский в это время умер; Юрий просил о помощи Москву, обещая своё подданство; Василий I занял двусмысленную позицию и медлил. Пока Юрий находился в Москве, Витовт вновь явился под Смоленск, и бояре — сторонники Великого княжества Литовского — 24 июня 1404 года сдали ему город.
В Смоленске была написана Похвала Витовту.
В начале 1440 года горожане Смоленска попытались восстановить независимость от Великого княжества Литовского, подняв Смоленское восстание, известное также как «Великая замятня». На княжение был призван Юрий Лугвенович, также стремившийся к независимости от Вильно. Ему удалось отбить первую осаду города великокняжеским литовским войском, однако к концу года, во время отъезда Юрия Лугвеновича в Москву, Смоленск сдался вновь подошедшему крупному литовскому войску.
В 1449 году между великим князем литовским Казимиром и московским великим князем Василием Тёмным был заключён договор, по которому Москва отказывалась на вечные года от Смоленска и Смоленской земли. В ходе новой русско-литовской войны 1500—1503 русское войско безуспешно осаждало Смоленск в 1502 году. В 1508 году Смоленск стал центром Смоленского воеводства Великого княжества Литовского.

### В составе Российского государства
В начале 1513 года Смоленск был осаждён русским войском под предводительством великого князя Василия III, однако шестинедельная осада оказалась безуспешной и в марте была снята. В июле того же года началась вторичная осада; смоленский воевода Юрий Сологуб был разбит перед городскими стенами и укрылся в городе; тщетно простояв под городскими стенами до ноября, Василий вновь снял осаду. Год спустя, 29 июля 1514-го, русские войска появились под стенами Смоленска в третий раз, и после ожесточённой бомбардировки литовский гарнизон сдался. 1 августа великий князь торжественно въехал в Смоленск, где назначил наместником князя Василия Шуйского; последний литовский воевода Юрий Сологуб был им отпущен на родину, где его казнили за сдачу крепости.

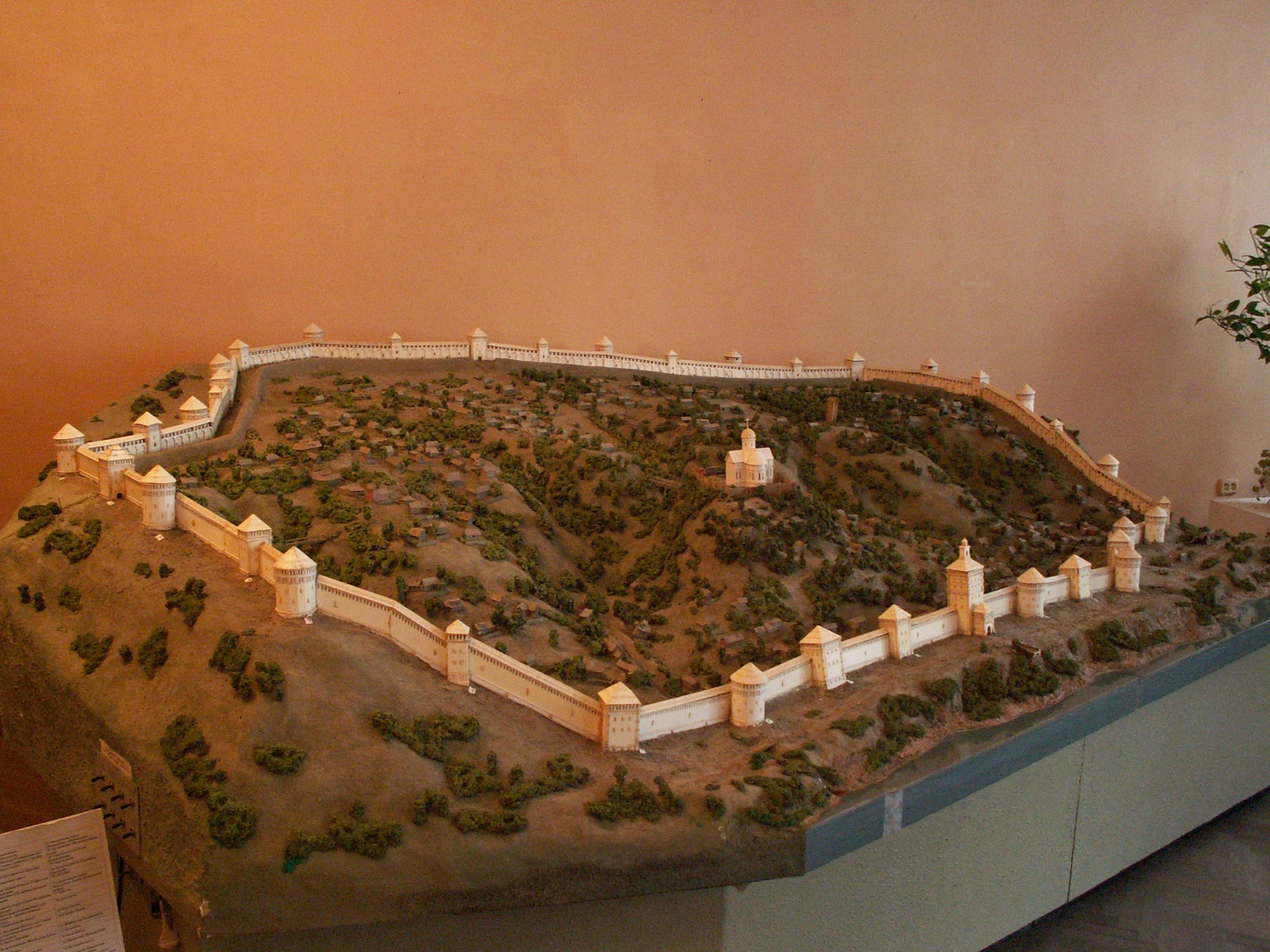
Модель Смоленской крепости (1595—1602) зодчего Фёдора Коня (Смоленский исторический музей)

Однако московская власть вскоре стала тяготить некоторых знатных смолян, привыкших к литовским вольностям. Поэтому в том же году после поражения русских войск при Орше, смоляне вновь возобновили отношения с Литвой, и епископ Варсонофий, ещё недавно торжественно встречавший московского великого князя, вместе со знатнейшими смолянами, князьями и панами послал к королю Сигизмунду I племянника Ходыкина с письмом такого содержания: «Если пойдёшь теперь к Смоленску сам или воевод пришлёшь со многими людьми, то можешь без труда взять город». В надежде на заговорщиков король послал князя Константина Острожского (православного) с 6-тысячным отрядом. Однако к тому времени сторонники Москвы известили о заговоре воеводу Василия Шуйского, который велел схватить заговорщиков и вскоре повесил их (кроме епископа) на городских стенах в виду у Острожского. В результате Смоленск остался за Москвой. Долгие годы он оставался важнейшей крепостью на западной границе Русского государства.
Воспользовавшись ослаблением Российского государства в период Смутного времени, 16 (26) сентября 1609 года армия Сигизмунда III начала осаду Смоленска. Оборону города возглавлял воевода Михаил Шеин, и долгое время она была вполне успешной. Осаждённые производили вылазки, иногда очень смелые. 12 (22) октября 1610 года король предпринял штурм, не увенчавшийся успехом: разбив ворота петардой, часть войска ворвалась было в город, но не получила подкрепления от своих и была вытеснена. Подкопы также не удавались, потому что осаждённые имели при стенах в земле тайные «подслухи».
Однако осада, продолжавшаяся 20 месяцев, привела к огромным потерям среди горожан. В городе стали свирепствовать цинга и дизентерия. Судьбу города решил изменник Андрей Дедешин, который указал противнику на часть стены, построенную наспех во влажное осеннее время, по причине чего она была непрочной. Король велел сосредоточить обстрел на этой стороне, после чего в ночь на 3 (13) июня 1611 года предпринял решительный штурм. Защитники города заперлись в древнем (1101 года постройки) Успенском соборе, в погребах которого был устроен пороховой склад, и взорвали себя вместе с храмом. Шеин был взят в плен. Длительная оборона Смоленска оказала решающее влияние на дальнейшие события, так как Сигизмунд, потративший на неё все свои средства, был вынужден распустить свою армию вместо того, чтобы вести её далее на Москву. Благодаря этому московский гарнизон поляков, не получивший серьёзной поддержки, был впоследствии вынужден капитулировать перед русским ополчением.

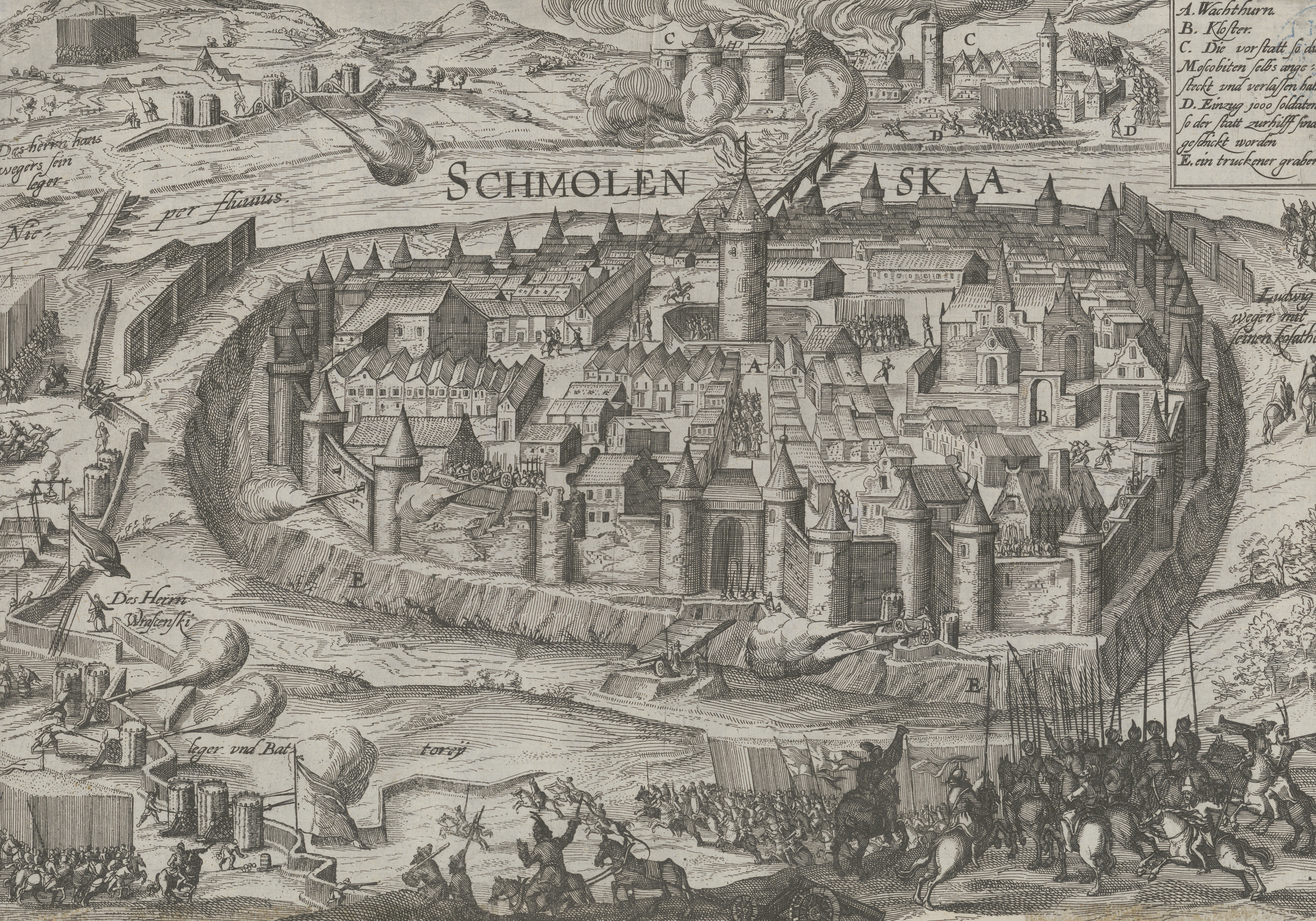
Осада Смоленска 1609—1611 гг.

Попытка отбить Смоленск в 1613—1617 годах окончилась безрезультатно. Россия признала Смоленск за Речью Посполитой по Деулинскому перемирию 1618 года.
Присоединение Смоленской земли в 1618 году к Речи Посполитой (Смоленское воеводство стало частью Великого княжества Литовского) произошло после Брестской унии 1596 года. Положение православных верующих, проживающих на территории Речи Посполитой и не перешедших в католичество или униатство, значительно ухудшилось, имело место притеснение иных конфессий, кроме католичества и униатства. В 1611 году Сигизмунд III основывает Смоленский епископат католической церкви. 4 (14) ноября 1611 года город получает Магдебургское право.
1 (11) февраля 1634 года в ходе Смоленской войны русская армия во главе с М. Б. Шеиным осадила город, однако появление армии под командованием короля Речи Посполитой Владислава IV привело к тому, что русская армия сама оказалась в осаде и капитулировала. Шеин, герой обороны Смоленска, в 1634 году по возвращении в Москву был обвинён в измене и казнён.
Хотя в 1632 году Речь Посполитая обязалась проводить общенациональную политику веротерпимости к каноническому православию, на смоленские земли она не распространялась. На сеймах знати, где определялся курс государства, это объясняли особым положением региона, население которого сохраняло тесные связи с Россией, и необходимостью оторвать регион от русских. Король Речи Посполитой Владислав IV Ваза делал уступки православным Смоленщины, но шляхта, не относящаяся к православным, противодействовала их реализации.
В 1654 году к Смоленску вновь подступила русская армия во главе с царём Алексеем Михайловичем и осадила город. 16 (26) августа был устроен штурм, оказавшийся неудачным. Тем не менее, исчерпав все средства сопротивления, смоленский гарнизон 23 сентября (3 октября) 1654 года капитулировал, и Смоленск окончательно был присоединён к Российскому государству. Юридически это присоединение закрепило Андрусовское перемирие 1667 года и подтвердил Вечный мир 1686 года между Россией и Речью Посполитой.

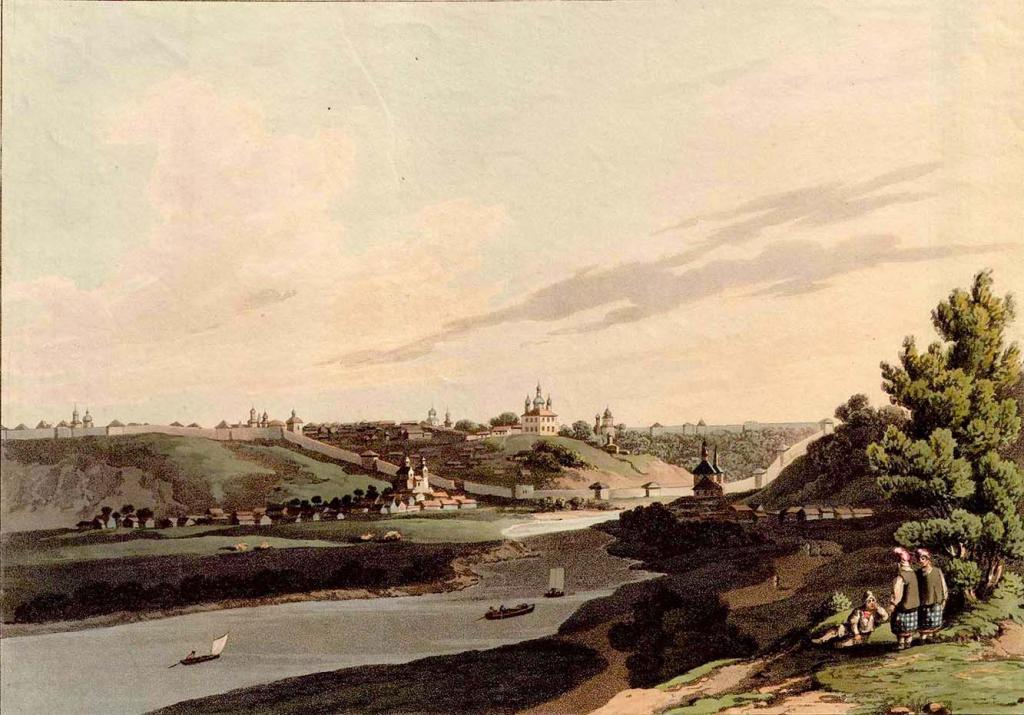
Смоленск накануне Отечественной войны 1812 г.

С конца XVII века разрушенный войнами и осадами Смоленск отстраивается заново. С 1708 года он становится центром Смоленской губернии.
По установке Екатерины II в смоленском регионе начинается русификация:
Ciи провинціи <Малую Россiю, Лифляндiю и Финляндiю>, также и смоленскую, надлежитъ легчайшими способами привести къ тому, чтобъ oнѣ обрусѣли и перестали бы глядѣть какъ волки къ лѣсу.
17—18 (30) августа 1812 года под стенами Смоленска произошло Смоленское сражение между русской армией и армией Наполеона, в ходе которого обе стороны потеряли более 20 тыс. человек. Русские отступили, и Наполеон захватил объятый пламенем город.
Восстановление Смоленска шло медленно. Новый импульс к его развитию дало строительство железных дорог Рига — Орёл (1868 год), Москва — Брест-Литовск (1870 год), а также Рязанско-Уральской железной дороги (1899 год).

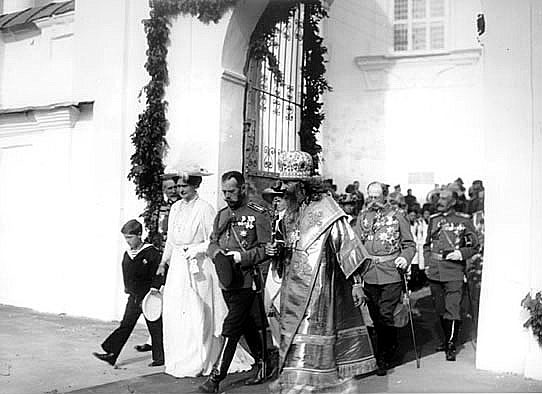
Николай II в Смоленске в 1912 году

По данным Первой всеобщей переписи населения Российской империи 1897 года, в городе Смоленске русский (великорусский) язык назвали родным 37 305 чел. (79,9 % всего населения города), еврейский язык — 4154 чел. (8,9 %), польский язык — 3012 чел. (6,4 %), украинский (малорусский) язык — 979 чел. (2,1 %), немецкий язык — 460 чел., белорусский язык — 323 чел., татарский язык — 185 чел.

### Советский период
В апреле 1918 года в связи с занятием белорусских земель германскими войсками в ходе Первой мировой войны, закрепленным Брестским миром, Смоленская губерния Московской области вошла в состав Западной области, а административный центр Западной области перенесли из Минска в Смоленск.
На базе Западной области 1 января 1919 года была сформирована Социалистическая Советская Республика Белоруссия. 7 января правительство ССРБ переехало из Смоленска в Минск и уже 16 января 1919 года решением ЦК РКП(б) Смоленская область была передана в состав РСФСР. В 1920 году была проведена перепись Смоленской губернии, согласно результатам которой русское население преобладало над белорусским, но белорусское партийное руководство вплоть до 1926 года не оставляло надежды на возможность включения Смоленска в состав Белорусской ССР.
Постановлением Президиума ВЦИК «Об образовании на территории РСФСР административно-территориальных объединений краевого и областного значения» от 14 января 1929 года с 1 октября 1929 года Смоленская губерния упразднена и образована Западная область с центром в городе Смоленске.
В годы Великой Отечественной войны с 10 июля по 10 сентября 1941 года состоялось Смоленское сражение, которое существенно задержало наступление немецких войск на Москву. Оборона самого города продолжалась с 15 июля по 28 июля. 16 июля 1941 года город был оккупирован немецкими войсками. За время Великой Отечественной войны на территории Смоленской области нацистские каратели сожгли дотла более пяти тысяч сёл и деревень, из них около 300 вместе с мирными жителями. Смоленск был освобождён от немецкой оккупации 25 сентября 1943 года в ходе Смоленско-Рославльской операции частями и соединениями Западного фронта.

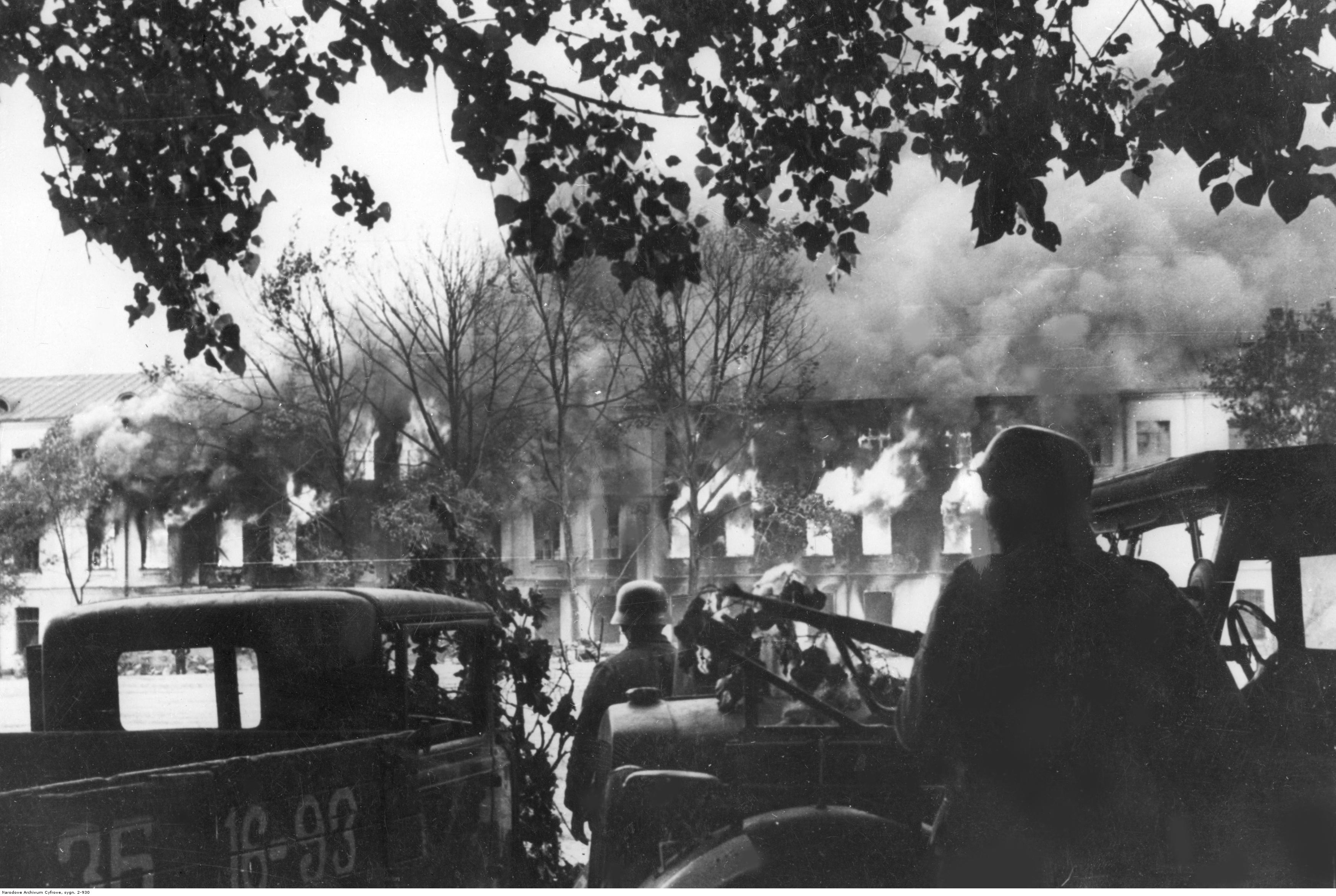
Немецкие солдаты в Смоленске, июль 1941 года

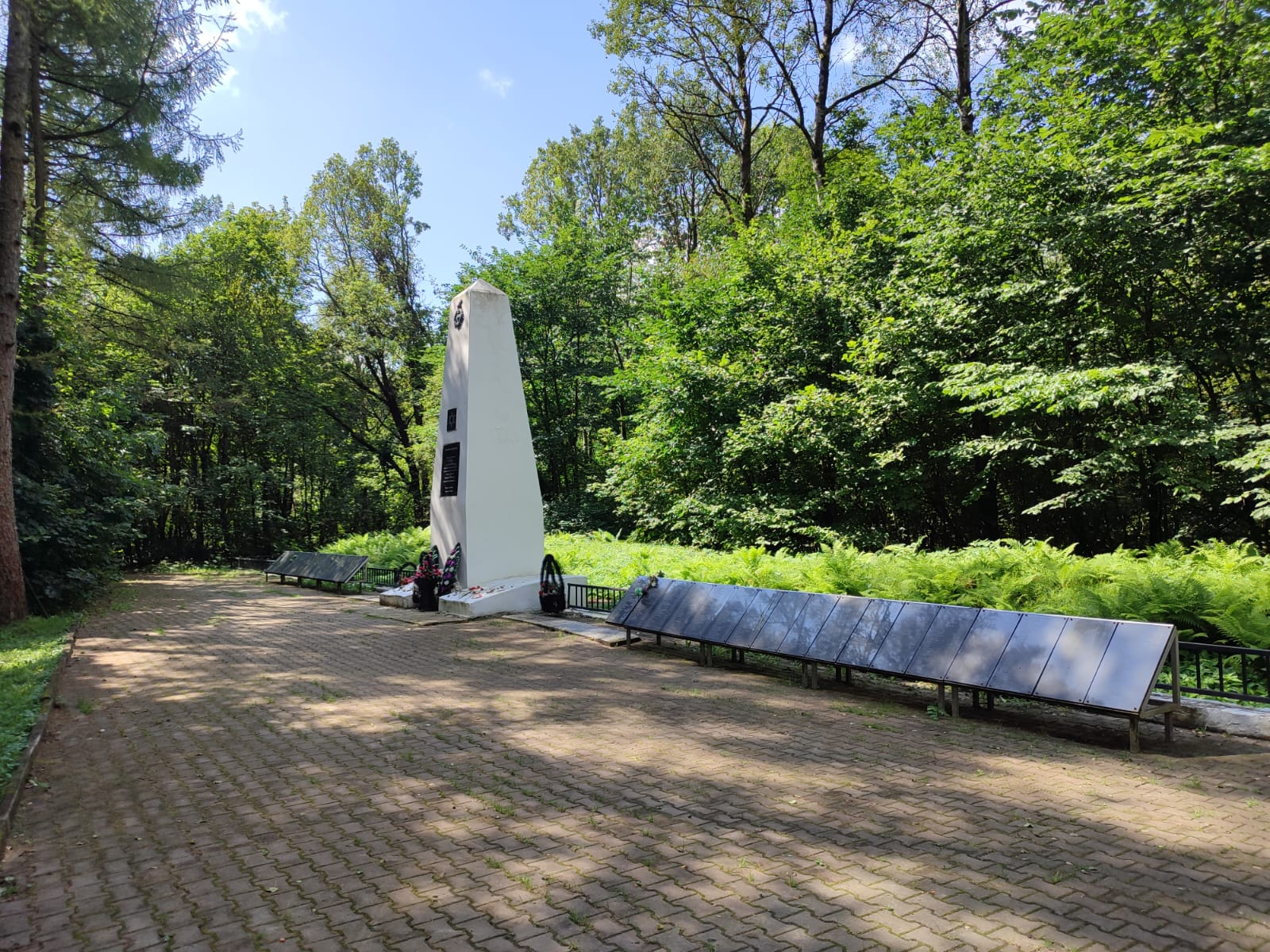
Мемориал жертвам фашизма, Вязовенька-Пасовский лес. Захоронение 3000 советских евреев, замученных в гетто и расстрелянных 15 июля 1942 года нацистами

За период оккупации немцами в городе уничтожены все 96 промышленных предприятий, 23 больницы, 33 школы, электростанция, водопровод, трамвайное депо, железнодорожный узел, оба моста. Из около 8 000 зданий Смоленска было уничтожено 7 300. В Смоленске и пригородах истреблено свыше 135 000 военнопленных и мирных жителей, свыше 20 000 человек населения угнано на принудительные работы в Германию. Из почти 170 000 жителей довоенного Смоленска после освобождения в городе оставалось около 20 000 человек. В городе находился лагерь военнопленных Дулаг 126, в котором убийства пленных происходили ежедневно без всякого повода, огромной была смертность от голода и эпидемий. Кроме того, в лагере производились медицинские эксперименты над пленными. После освобождения в местах захоронения узников этого лагеря обнаружено свыше 60 000 трупов.
Город был освобожден от оккупантов 25 сентября 1943 года в результате Смоленской наступательной операции. Однако ещё почти год оставался прифронтовым городом, на город и на Смоленский железнодорожный узел в 1943—1944 годах был совершён 21 налёт немецкой авиации с участием 504 самолётов. В ходе налётов были разрушены и сгорели 10 производственных зданий, 62 жилых дома, 15 складов, повреждены 2 производственных здания и 43 жилых дома. На смоленских станциях выведены из строя 31 паровоз (повреждены 2), 460 вагонов (повреждены 49), разбиты 4,7 тысяч погонных метров железнодорожных путей, 130 метров водопровода и 220 раз разрушались линии связи. Погибли при бомбардировках 520 человек, были ранены 915 человек.
30 июля 1952 года экспедицией Московского университета под руководством археолога Д. А. Авдусина при раскопках на улице Соболева была найдена первая в Смоленске берестяная грамота.
6 мая 1985 года Смоленску было присвоено звание город-герой.

### Современный период
10 апреля 2010 года при заходе на посадку в аэропорт Северный произошла одна из крупнейших в истории мировой авиации катастроф, в которой погибли первые лица Польши, известные общественные и религиозные деятели.

## Официальные символы
Герб

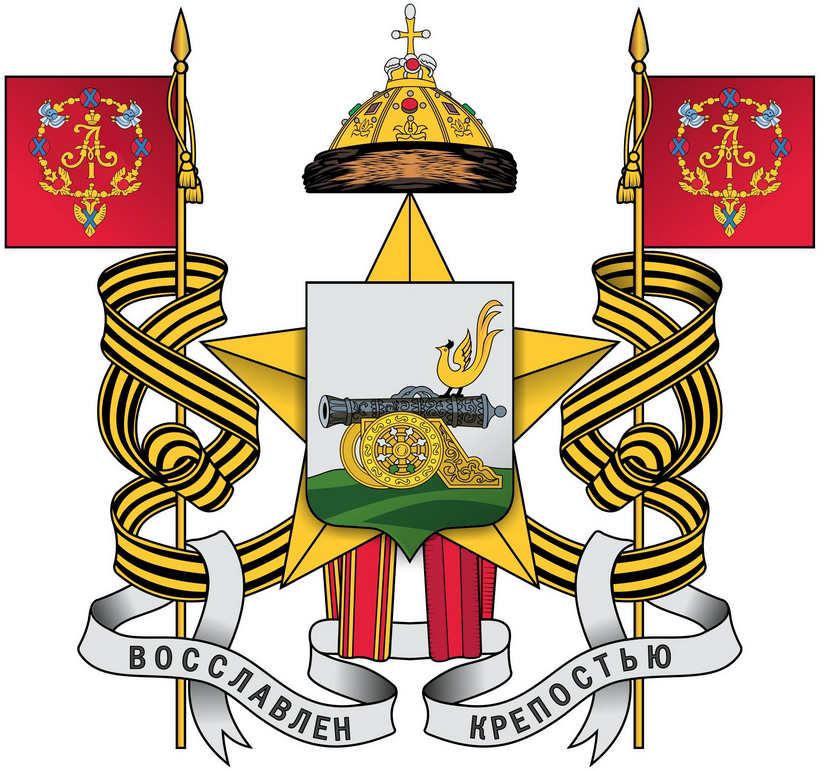
Герб Смоленска. Современный вариант

Современный герб города Смоленска утверждён решением Смоленского городского Совета депутатов 27 апреля 2001 года. На гербе изображена птица гамаюн.
Флаг
В прямоугольном полотнище красного цвета с соотношением ширины к длине 2:3 в серебряном (белом) крыже, каждая сторона которого составляет 40 процентов ширины полотнища, помещена пушка с птицей Гамаюн. Под крыжем положены три золотые (жёлтые) вертикальные полосы шириной 5 процентов, с расстоянием между ними 6 процентов ширины полотнища. Средняя полоса начинается от середины нижней кромки крыжа. Полотнище флага может быть обрамлено золотой (жёлтой) бахромой.
Гимн Смоленска
Автором слов гимна Смоленска является Алексей Бодренков, музыку к нему написал Иван Трушкин, а аранжировку для хора и оркестра сделал Николай Писаренко.

## Население
| 1811     | 1840     | 1856     | 1863     | 1897     | 1913     | 1914     | 1923     | 1926     | 1931     | 1933     |
| -------- | -------- | -------- | -------- | -------- | -------- | -------- | -------- | -------- | -------- | -------- |
| 12 400   | ↘11 000  | ↘9200    | ↗23 100  | ↗47 000  | ↗73 100  | ↗74 100  | ↘63 700  | ↗73 520  | ↗86 486  | ↗104 100 |
| 1937     | 1939     | 1956     | 1959     | 1962     | 1967     | 1970     | 1973     | 1975     | 1976     | 1979     |
| ↗133 150 | ↗156 884 | ↘131 000 | ↗147 196 | ↗164 000 | ↗196 000 | ↗210 779 | ↗234 000 | ↗279 000 | →279 000 | ↘276 402 |
| 1982     | 1985     | 1986     | 1987     | 1989     | 1990     | 1991     | 1992     | 1993     | 1994     | 1995     |
| ↗316 000 | ↗327 000 | ↗330 000 | ↗338 000 | ↗341 483 | ↗343 000 | ↗350 000 | ↗352 000 | →352 000 | ↗353 000 | ↘352 000 |
| 1996     | 1997     | 1998     | 1999     | 2000     | 2001     | 2002     | 2003     | 2004     | 2005     | 2006     |
| ↗353 000 | ↗356 000 | ↘353 000 | ↗355 700 | ↘353 400 | ↘347 600 | ↘325 137 | ↘325 100 | ↘321 700 | ↘319 300 | ↘317 900 |
| 2007     | 2008     | 2009     | 2010     | 2011     | 2012     | 2013     | 2014     | 2015     | 2016     | 2017     |
| ↘317 700 | ↘316 500 | ↘315 588 | ↗326 861 | ↗326 900 | ↗329 944 | ↗330 970 | ↘330 961 | ↘330 049 | ↘328 906 | ↗329 853 |
| 2018     | 2019     | 2020     | 2021     | 2023     | 2024     | 2025     |          |          |          |          |
| ↗330 025 | ↘329 427 | ↘325 495 | ↘316 570 | ↘312 896 | ↘310 645 | ↘310 460 |          |          |          |          |

На 1 января 2025 года по численности населения город находился на 63-м месте из 1124 городов Российской Федерации.
Национальный состав
По итогам переписи населения 2020 года проживали следующие национальности (национальности менее 0,1 % и другое, см. в сноске к строке «Другие»):
| Национальность | Численность, чел. | Доля     |
| -------------- | ----------------- | -------- |
| Русские        | 236 259           | 74,63 %  |
| Белорусы       | 1994              | 0,63 %   |
| Украинцы       | 1623              | 0,51 %   |
| Индийцы        | 1068              | 0,34 %   |
| Армяне         | 759               | 0,24 %   |
| Азербайджанцы  | 578               | 0,18 %   |
| Татары         | 354               | 0,11 %   |
| Другие         | 73 935            | 23,36 %  |
| Итого          | 316 570           | 100,00 % |

## Административно-политическое устройство
В рамках административно-территориального устройства области Смоленск образует административно-территориальную единицу (являясь городом областного значения); в рамках муниципального устройства ему соответствует муниципальное образование городской округ город Смоленск с единственным населённым пунктом в его составе.

### Административное деление
Смоленск подразделяется на 3 внутригородских района:
- Заднепровский
- Промышленный
- Ленинский

Внутригородские районы не являются муниципальными образованиями.

### Органы власти

#### Областные

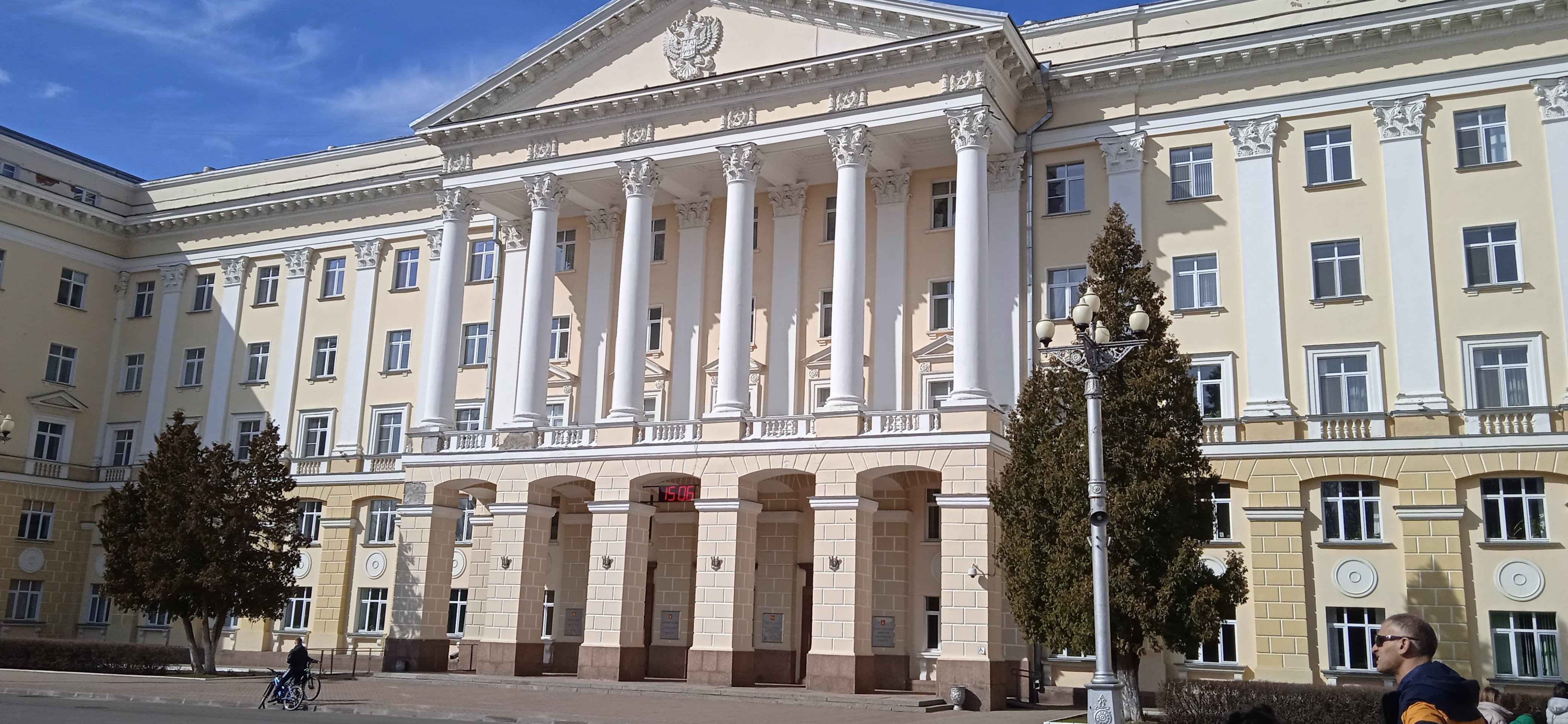
Здание администрации Смоленской области

Город Смоленск является административным центром Смоленской области. Исполнительную власть осуществляет губернатор Смоленской области, законодательную власть — Смоленская областная Дума. Здание администрации Смоленской области и Смоленской областной Думы расположены в центре города на площади Ленина.

#### Городские
Высшим должностным лицом города является глава города Смоленска — мэр. Глава города возглавляет администрацию, избирается сроком на 5 лет Смоленским городским советом из числа кандидатов, представленных конкурсной комиссией по результатам конкурса.
Мэром Смоленска с 24 июля 2023 года является Александр Александрович Новиков.
Исполнительно-распорядительный орган — администрация города Смоленска, возглавляемая главой города.
Представительный (законодательный) орган власти — Смоленский городской Совет. Городской Совет состоит из 30 депутатов, избираемых населением города Смоленска на основе всеобщего равного и прямого избирательного права при тайном голосовании сроком на 5 лет. 20 депутатов избираются по одномандатным округам (мажоритарная система), 10 — по единому избирательному округу по спискам политических партий (пропорциональная система).
Председатель городского Совета VI созыва (с 24 декабря 2021 года) — Анатолий Овсянкин («Единая Россия»).
Смоленский городской Совет VI созыва избран 13 сентября 2020 года. Партийный состав нынешнего горсовета таков: «Единая Россия» — 23 депутата, КПРФ — 4 депутата, ЛДПР — 1 депутат, «Справедливая Россия» — 1 депутат, «Партия пенсионеров» — 1 депутат.

#### Районные
Смоленск является административным центром Смоленского района, однако в состав этого административного и муниципального района сам город не входит. В городе располагаются районная администрация и Смоленская районная дума; они размещаются в здании по адресу проезд Маршала Конева, д. 28Е, где располагается также администрация Промышленного района города Смоленска.

## Экономика
Одним из основных видов экономической деятельности в Смоленске является промышленность. В 2022 наблюдалась положительная динамика производства: прирост промышленного производства городского округа Смоленск в физическом объёме составил 118,7 % к уровню 2021 года.

### Финансы

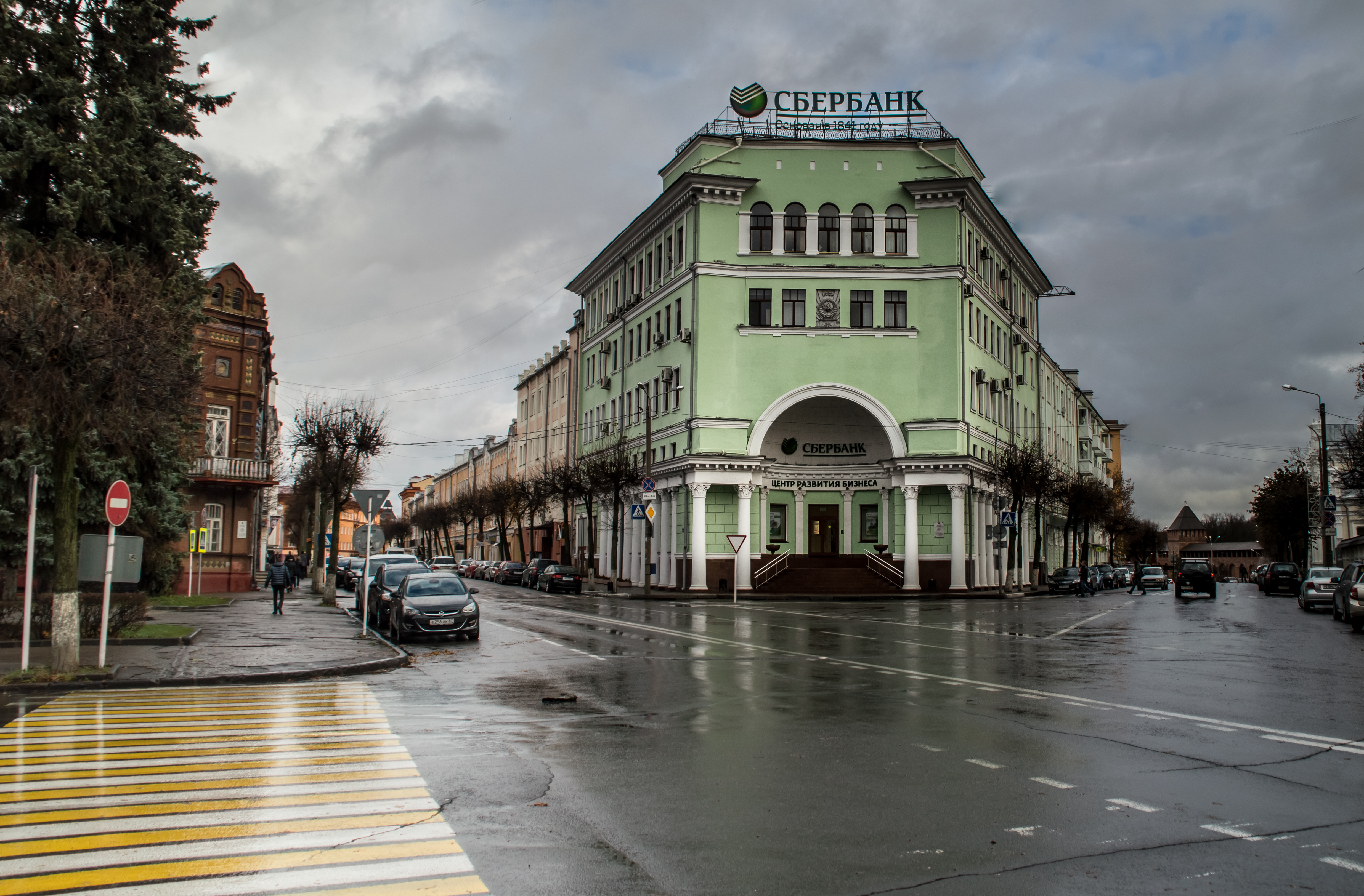
Здание Сбербанка в Смоленске

Банковскую систему в городе представляют: Альфа банк, Сбербанк России, ВТБ, Балтинвестбанк, Всероссийский банк развития регионов, Газпромбанк, Почта Банк, Промсвязьбанк, Райффайзенбанк и другие.

### Энергетика
- Смоленская АЭС — действует с 1982 года;
- Смоленская ТЭЦ-1 — основана в 1933 году;
- Смоленская ТЭЦ-2 — действует с 13 января 1973 года.

### Торговля

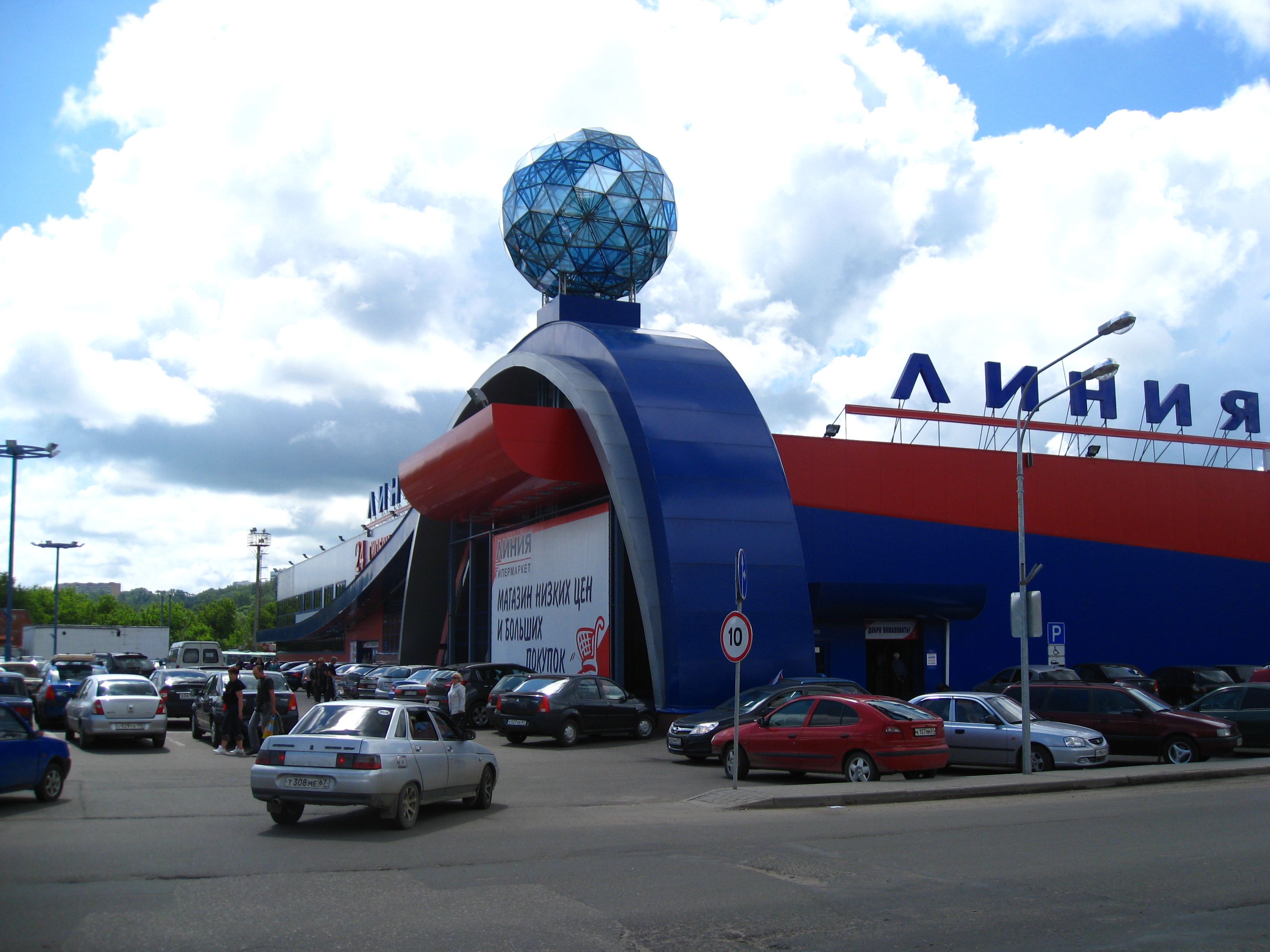
Гипермаркет «Линия»

В городе действуют такие федеральные сети как «Перекрёсток», «Магнит», «Пятёрочка», «Эльдорадо», «Ситилинк», «DNS», «М.видео», «Спортмастер». Открыты гипермаркеты «Карусель», Лемана Про, «Metro Cash&Carry», «Лента».

### Транспорт

Схема трамвая и троллейбуса

С 1901 года работают трамваи. На 2021 год действуют 4 трамвайных маршрута.
С 8 апреля 1991 года в Смоленске функционируют троллейбусы. В городе 4 троллейбусных маршрута.
В городе действует более 50 маршрутов пассажирского автотранспорта — муниципальных автобусов и частных перевозчиков — маршрутных такси.

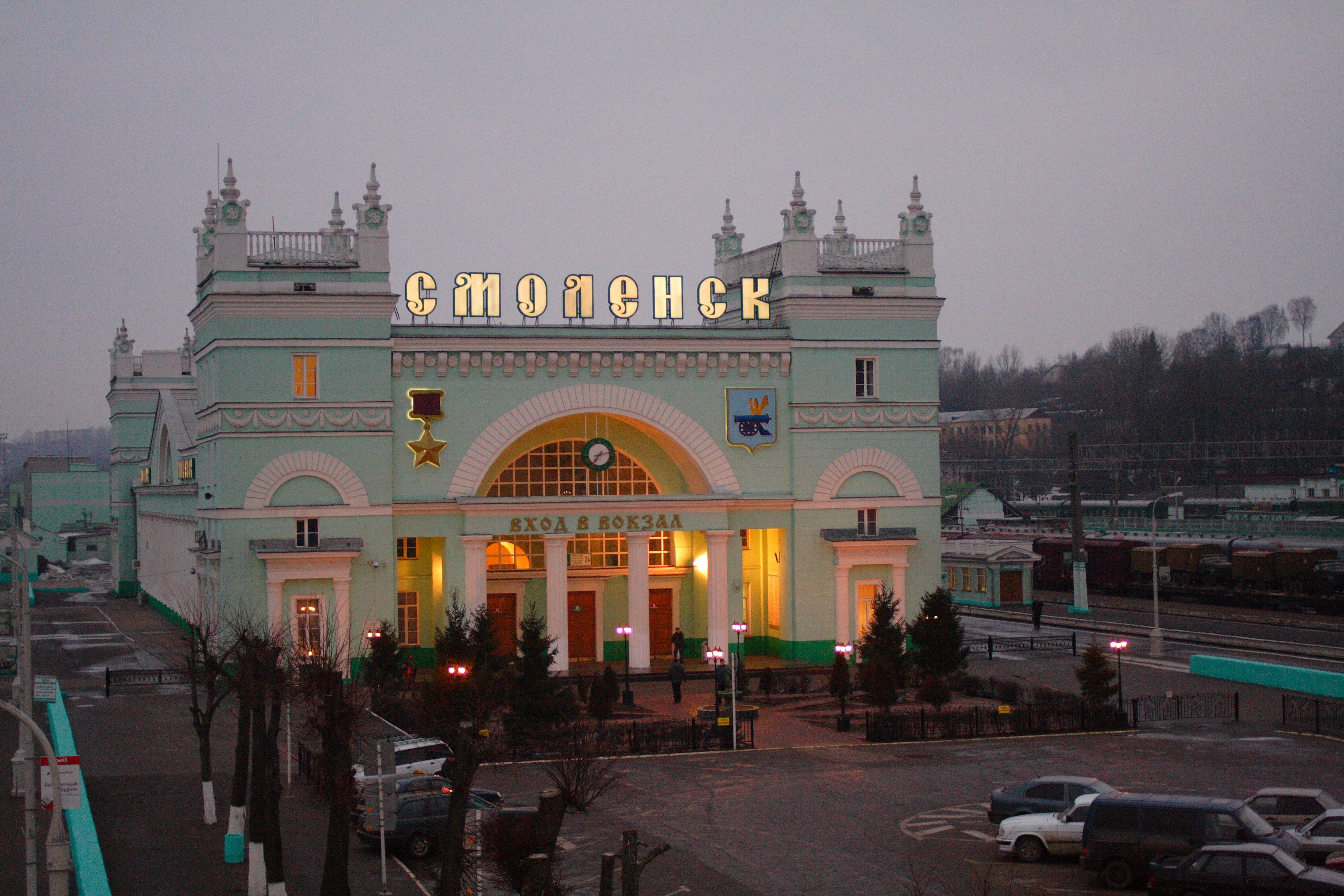
Здание вокзала

Смоленск — крупный железнодорожный узел, находится на Московской железной дороге. Железнодорожная станция была открыта в 1868 году, а современное здание вокзала — в 1951 году. Здание пригородного вокзала располагается напротив вокзала для поездов дальнего следования, оно построено в 2008 году. Через Смоленск следуют поезда дальнего следования в Минск, Брест, Калининград.
Современное здание автовокзала в Смоленске построено в 1987 году.
В 7 км от города проходит федеральная автодорога М1.
В городе есть два аэропорта:
- «Южный» — бывший гражданский, закончил своё существование в 2010 году.
- «Северный» — военный, в 2013 году планировалось создать международный аэропорт, однако из-за недостатка финансирования проект был заморожен на неопределённый срок[106]. 10 апреля 2010 года при заходе на посадку в сложных метеоусловиях на аэродром Северный разбился самолёт Ту-154 с польской делегацией во главе с президентом Республики Польша Лехом Качиньским, направлявшимся на траурные мероприятия в Мемориальный комплекс «Катынь».

Промышленный и Ленинский районы города с Заднепровьем связывают три автомобильных моста через реку Днепр. Над железнодорожными путями возведены пять путепроводов. Значимую роль играет Пятницкий путепровод, который соединяет с севера Витебское шоссе и с юга улицу Кашена через виадук с железнодорожным вокзалом.

## Культура

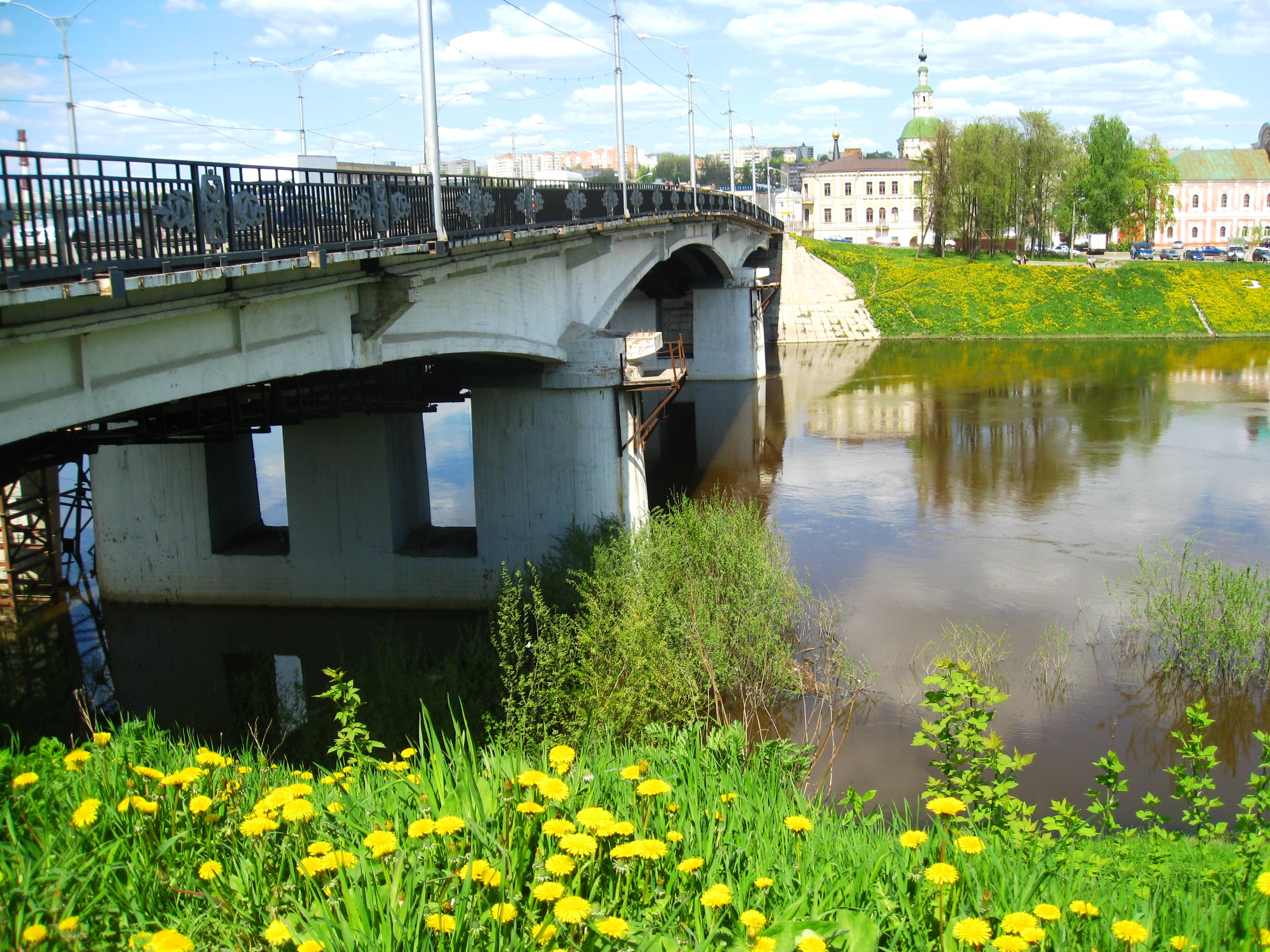
Мост через Днепр в Смоленске

С 21 по 26 сентября 2001 года в Смоленске были проведены Вторые Всероссийские молодёжные Дельфийские игры «Мы помним…». Подготовку и проведение мероприятия осуществил Национальный Дельфийский совет России.
С 2008 года ежегодно в конце сентября в Смоленске проводится Всероссийский кинофестиваль «Золотой Феникс».
Ко дню рождения композитора смолянина М. И. Глинки в конце мая — начале июня проводится традиционная «Глинковская декада».
Традиционным также является театральный фестиваль «Смоленский ковчег».

### Театры и филармония

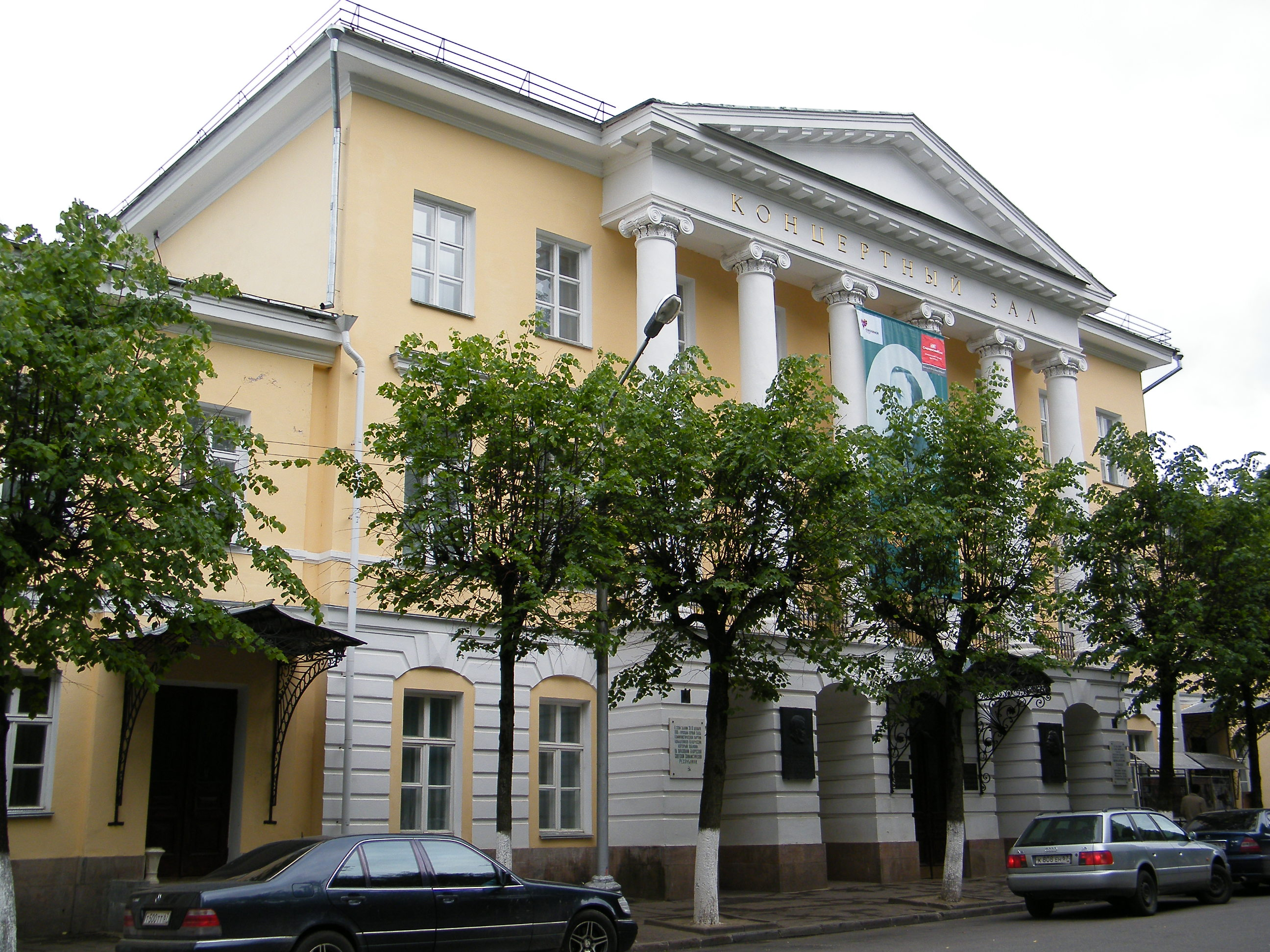
Концертный зал областной филармонии

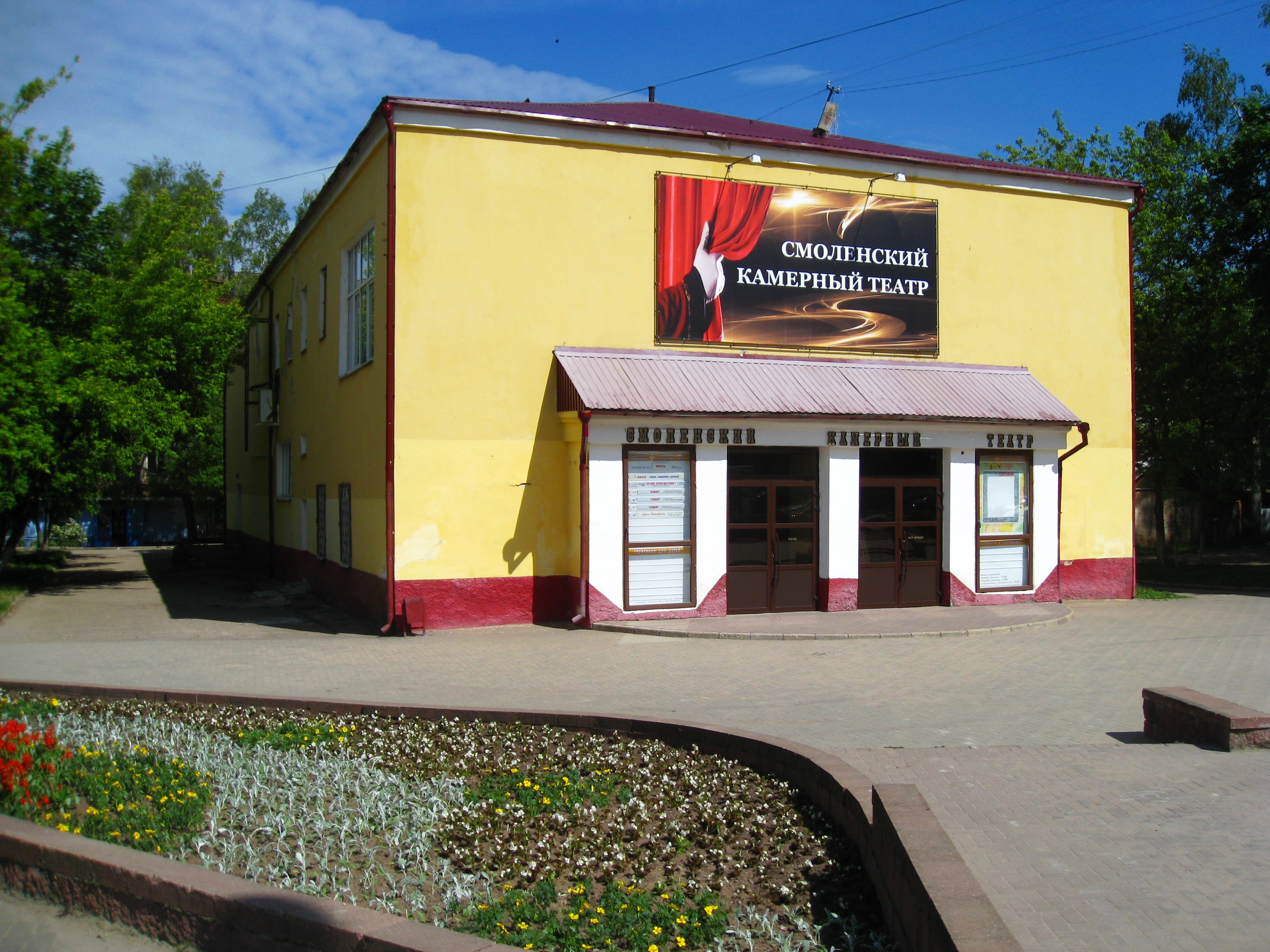
Смоленский камерный театр

- Смоленский государственный драматический театр имени А. С. Грибоедова (сцены: большая и малая на аудиторию 881 и 80 чел. соответственно).
- Смоленский областной детский театр кукол имени Д. Н. Светильникова (вместимость 180 чел.). Реконструирован по программе подготовки к 1150-летию Смоленска.
- Смоленский камерный театр создан в 1989 году (вместимость 195 чел.)[107].
- Народный театр драмы Дома работников просвещения (вместимость 140 чел.).
- Театр-студия «Диалог» во Дворце культуры профсоюзов (вместимость 440 чел.)
- Смоленская областная филармония.

### Кинотеатры

#### Действующие
- «Современник» — кинотеатр на 619 мест. Открыт в 1969 году, полностью реконструирован в 2003 году. Временно закрыт в 2021 году[108], летом 2022 снова открыт[109];
- «Смена» — кинотеатр на 215 мест. Открыт в конце 1940-х годов. Изначально он предназначался исключительно для показа детских фильмов. Находился на реконструкции с 2008 по 2014 год. Вновь открыт как городской кинотеатр летом 2014 года;
- «Silver Cinema» — 7-зальный кинотеатр на 1040 мест. Открыт 16 февраля 2013 года на территории ТРЦ «Галактика»;
- «Мираж Cinema» — 7-зальный кинотеатр на 1080 мест. Открыт 23 апреля 2015 года на территории ТРЦ «Макси».

#### Бывшие
- «Малютка» — закрыт в конце 1980-х годов;
- «Красный партизан» — закрыт в начале 1990-х годов;
- «Октябрь» — закрыт в 2014 году[110][111][112];
- «Россия Premiere» — 3D Dolby Digital Surround EX кинозал, открыт 7 ноября 2001 года[113]. Закрыт из-за возросшей конкуренции и нерентабельности в декабре 2013 года[114].

### Культурные центры
- Дом культуры ВОГ
- Дом культуры ВОС

### Выставочные центры
- Танцевальный зал «Молодость» (в 2013 году был закрыт на реставрацию[115]);
- Экспоцентр ЦНТИ;
- Культурно-выставочный центр им. М. К. и В. Н. Тенишевых (открыт в августе 2013 г. в рамках празднования 1150-летия г. Смоленска).

### Музеи и галереи
- Смоленская художественная галерея
- «Музей истории полиции», открылся в ноябре 2015 года[116]
- Историко-археологический и природный музей-заповедник «Гнёздово»[117]
- «Дом союза художников РФ»
- Музей воинов-интернационалистов, открылся в сентябре 2006 года в Смоленском гуманитарном университете[118]
- Музей истории образования Смоленской области, открылся в октябре 2015 года в Смоленском областном институте развития образования[119]
- Музей счастья «Смоленские украсы», открылся в декабре 2018 года в Смоленской крепостной стене (после обновления)[120]
- Галерея современного искусства «Дом молодёжи», открылась в марте 2019 года на улице Коммунистической[121]
- Музей военно-морского флота («Молодёжный центр-музей имени адмирала Нахимова»)

### Парки, скверы и сады

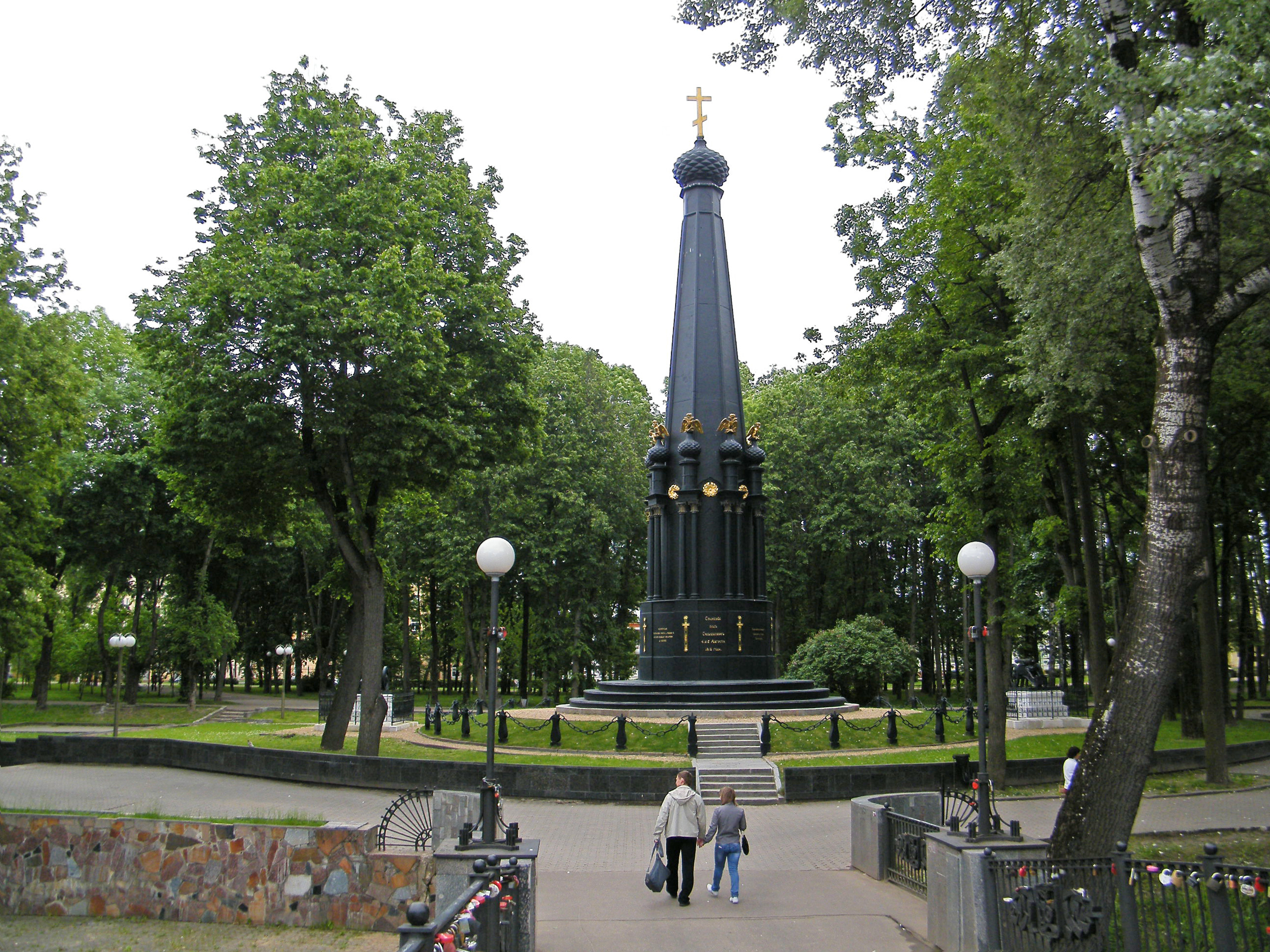
Памятник защитникам Смоленска в Лопатинском саду

- Центральный парк культуры и отдыха «Лопатинский сад»

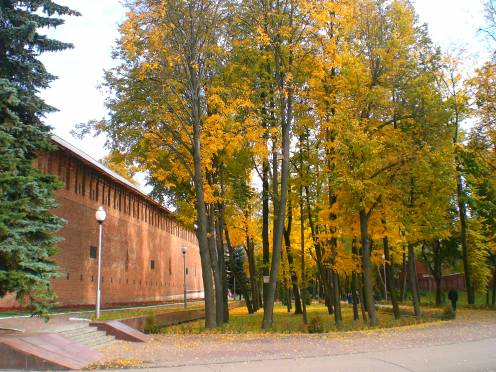
Сквер Памяти Героев

- Парк 1100-летия Смоленска
- Парк Соловьиная Роща
- Площадь Победы
- Парк победы
- Парк пионеров

- Сад им. М. И. Глинки «Сад Блонье»
- Сквер Памяти Героев
- Реадовский парк
- Лесопарк «Красный бор»
- Лесопитомник «Тихвинка»

### Достопримечательности
- Авраамиев монастырь
- Борисоглебский монастырь
- Вознесенский монастырь

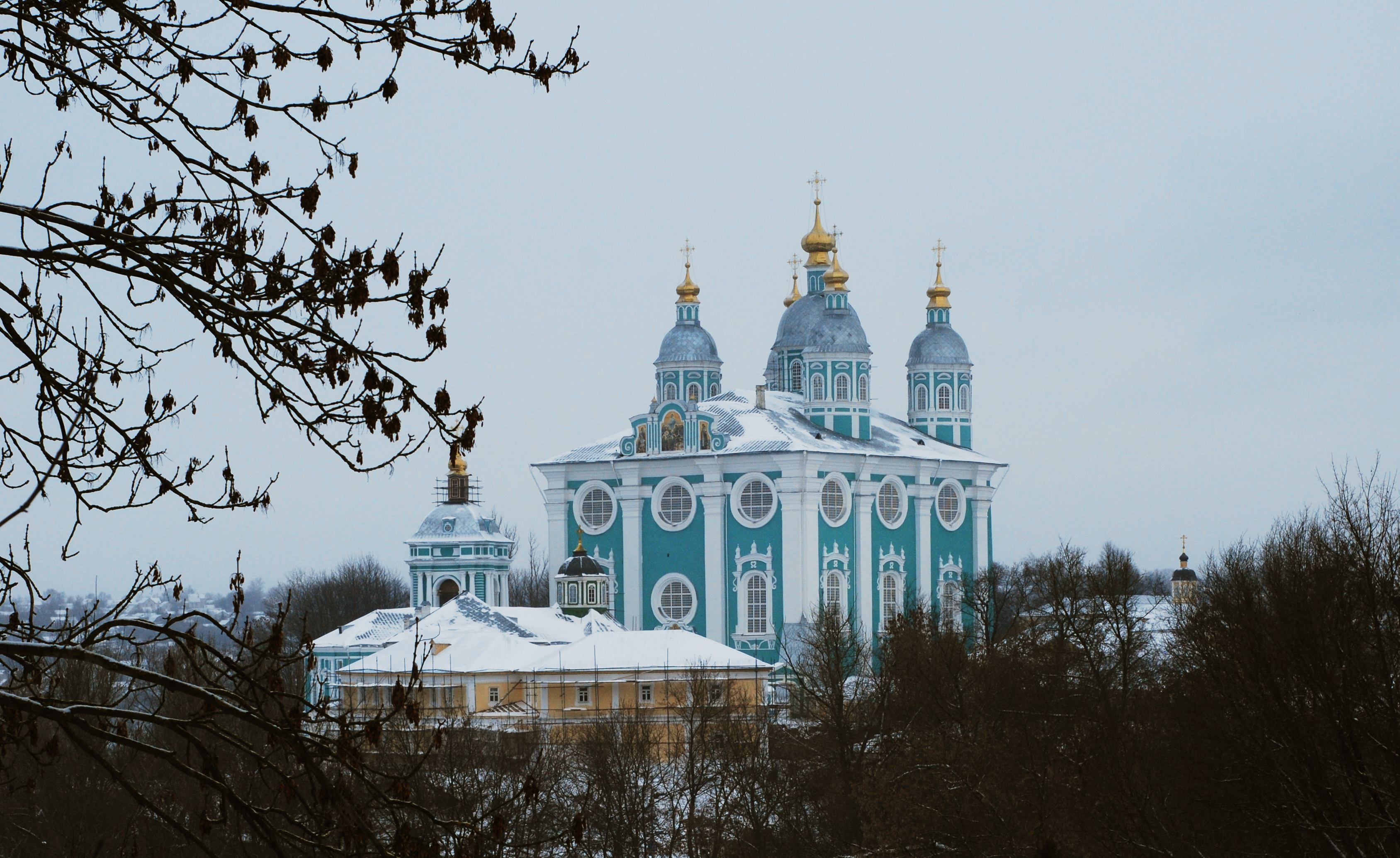
Храмы Соборной горы

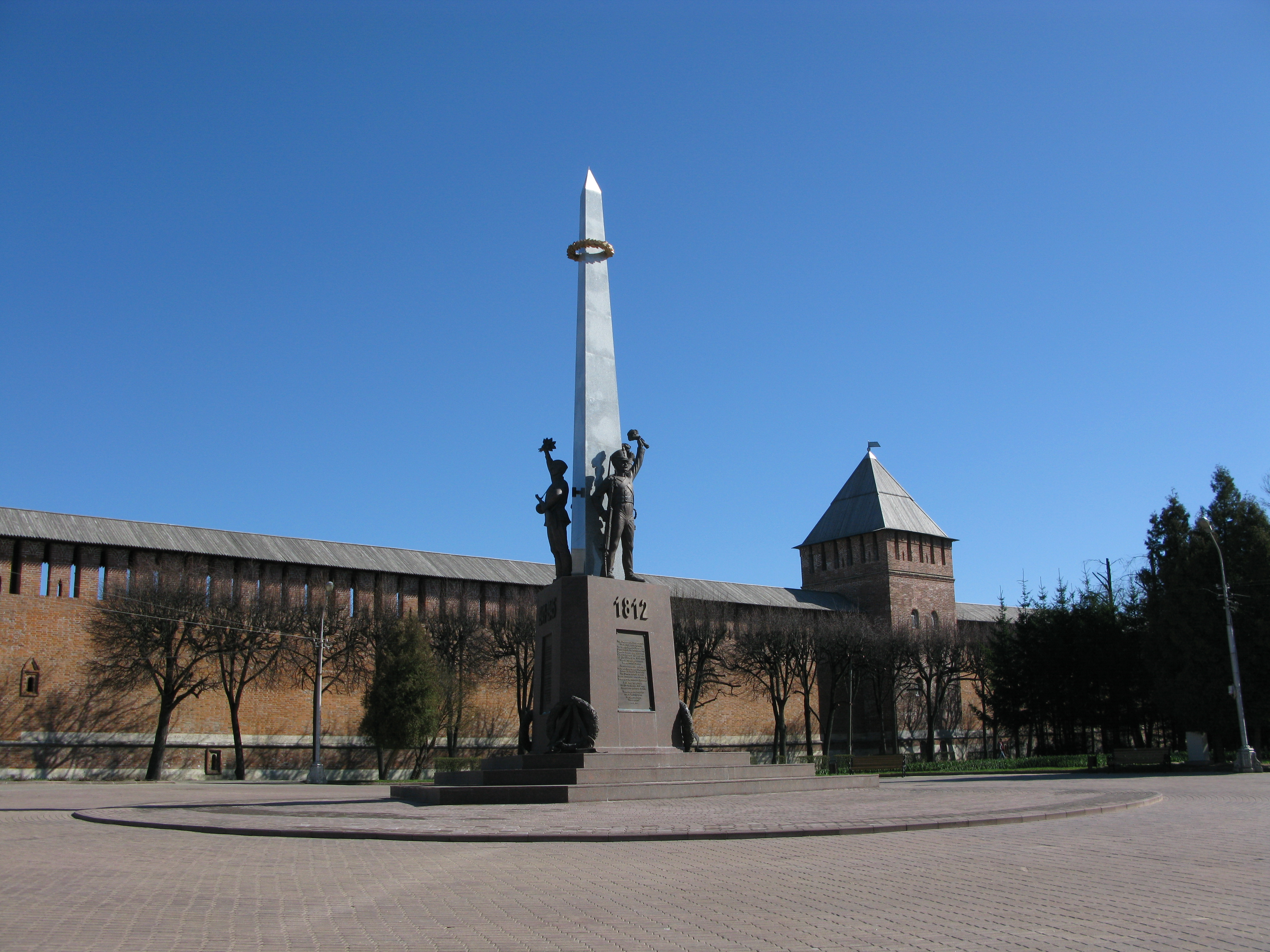
Площадь Победы. Обелиск Победы и Смоленская крепостная стена

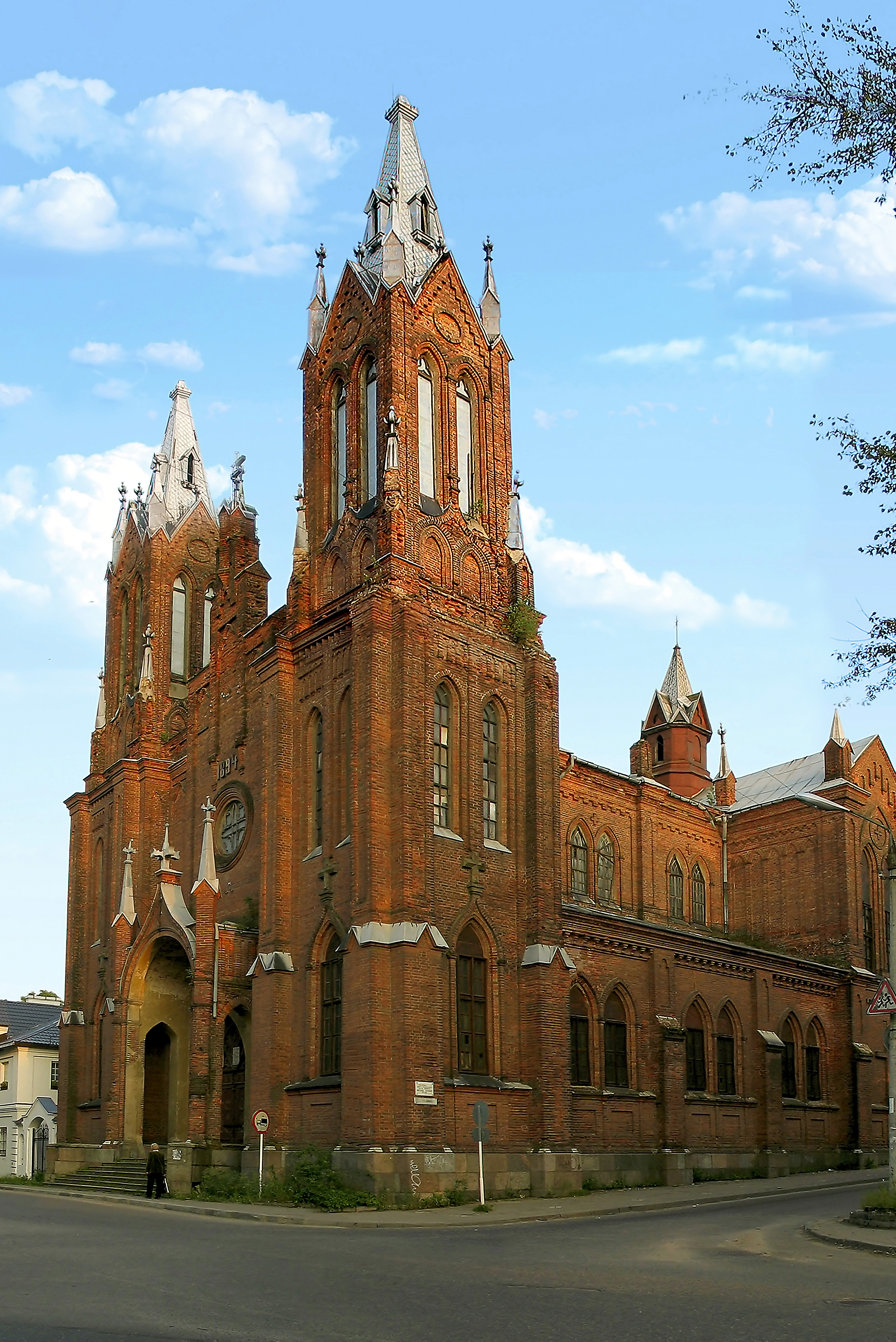
Храм Непорочного Зачатия Девы Марии в Смоленске

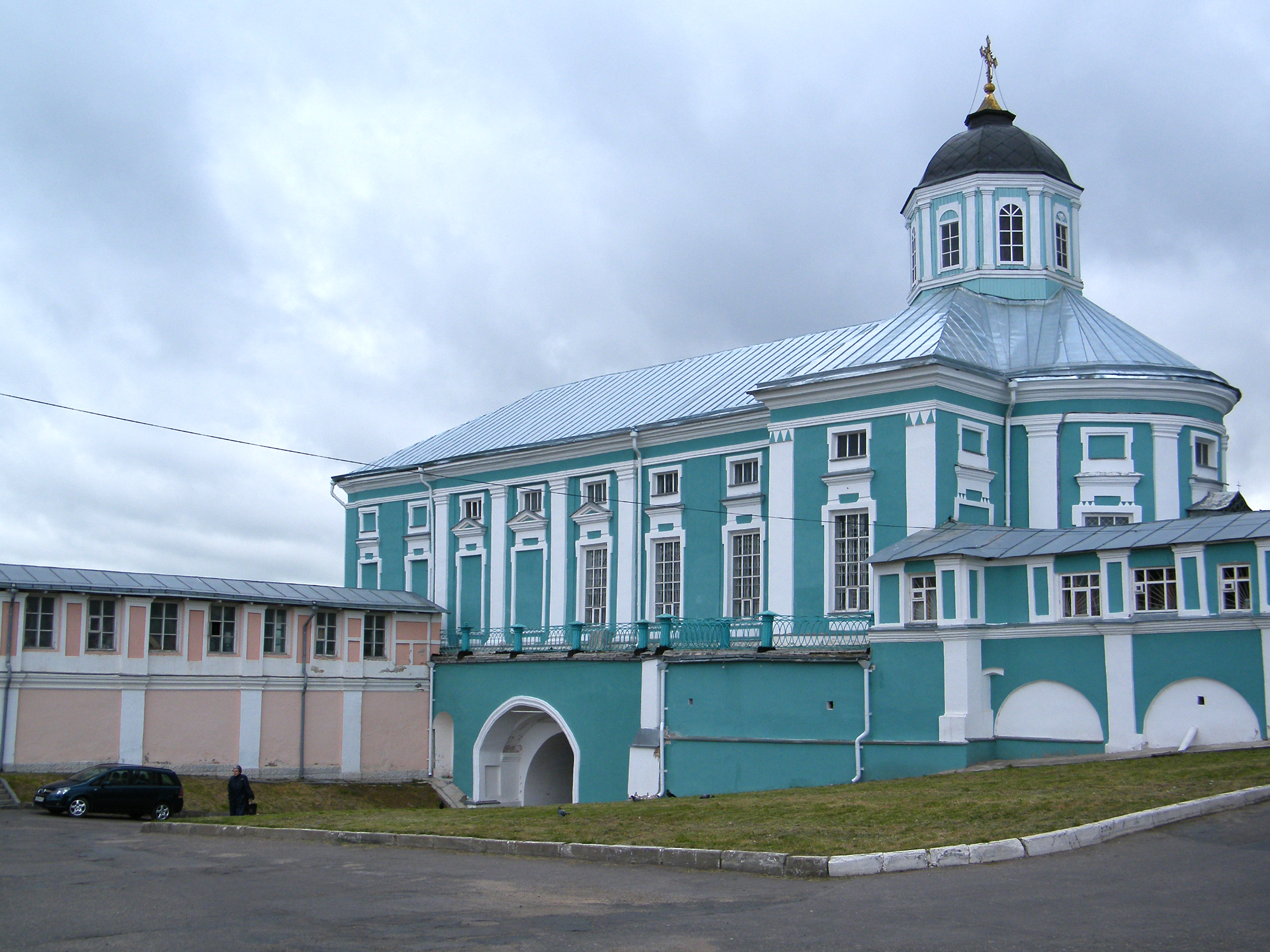
Богоявленский собор

- Храм Непорочного Зачатия Девы Марии
- Кузница
- Немецкое военное кладбище в Заднепровском районе города вблизи посёлка Нижняя Дубровенка, где похоронены немецкие солдаты, погибшие во время Великой Отечественной войны
- «Опалённый цветок» — памятник детям-узникам фашистских концентрационных лагерей
- Смоленская крепостная стена
- Смоленская хоральная синагога
- Соборная гора с Успенским кафедральным собором
- Спасский монастырь
- Троицкий монастырь (ул. Б. Советская)
- Церковь Воздвижения
- Церковь Иоанна Богослова, XII век
- Церковь Михаила Архангела (Свирская), XII век
- Церковь Петра и Павла на Городянке, XII век
- Храмовый комплекс (ул. Кашена)

### Архитектура

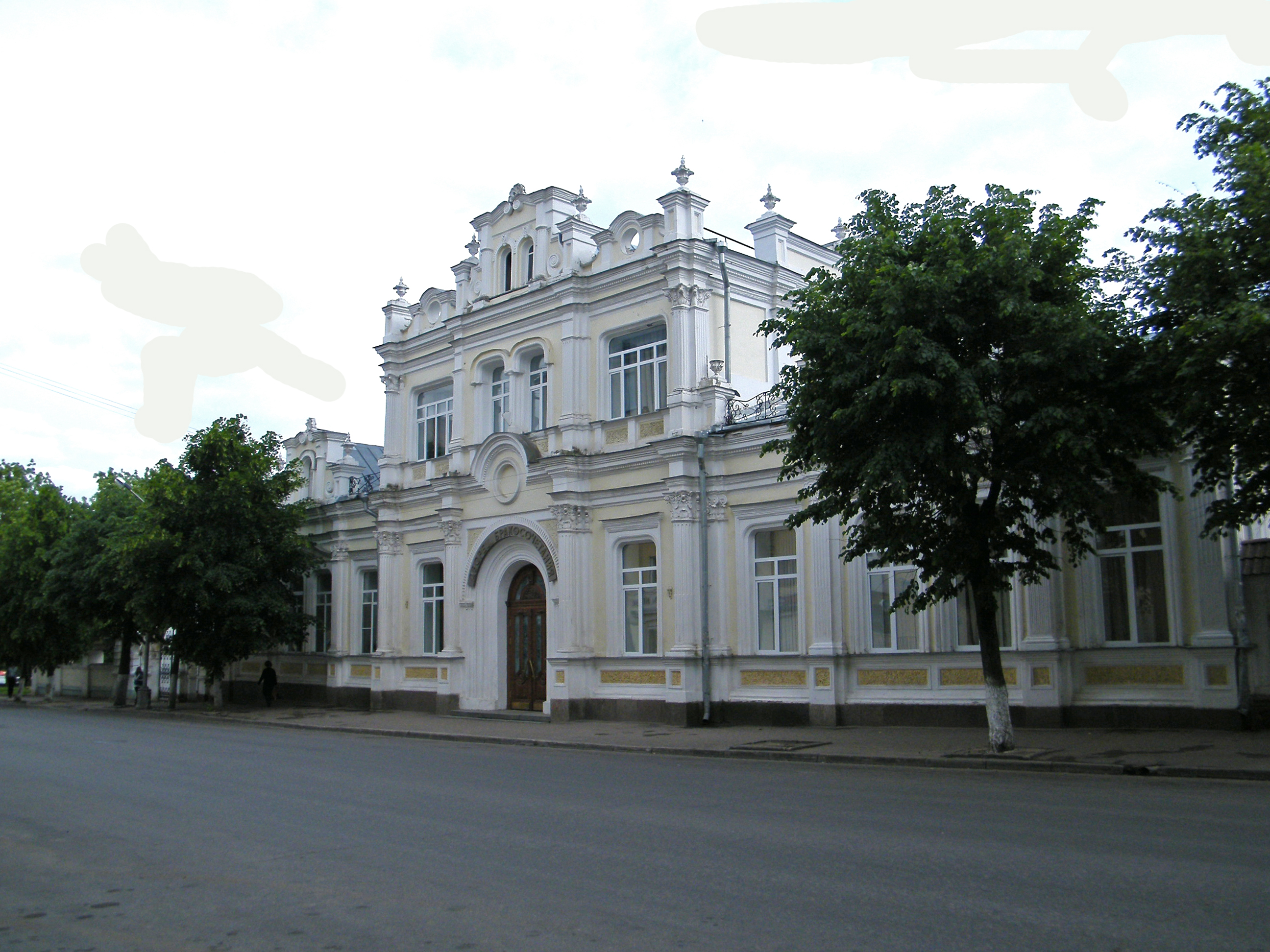
Дом Энгельгардта

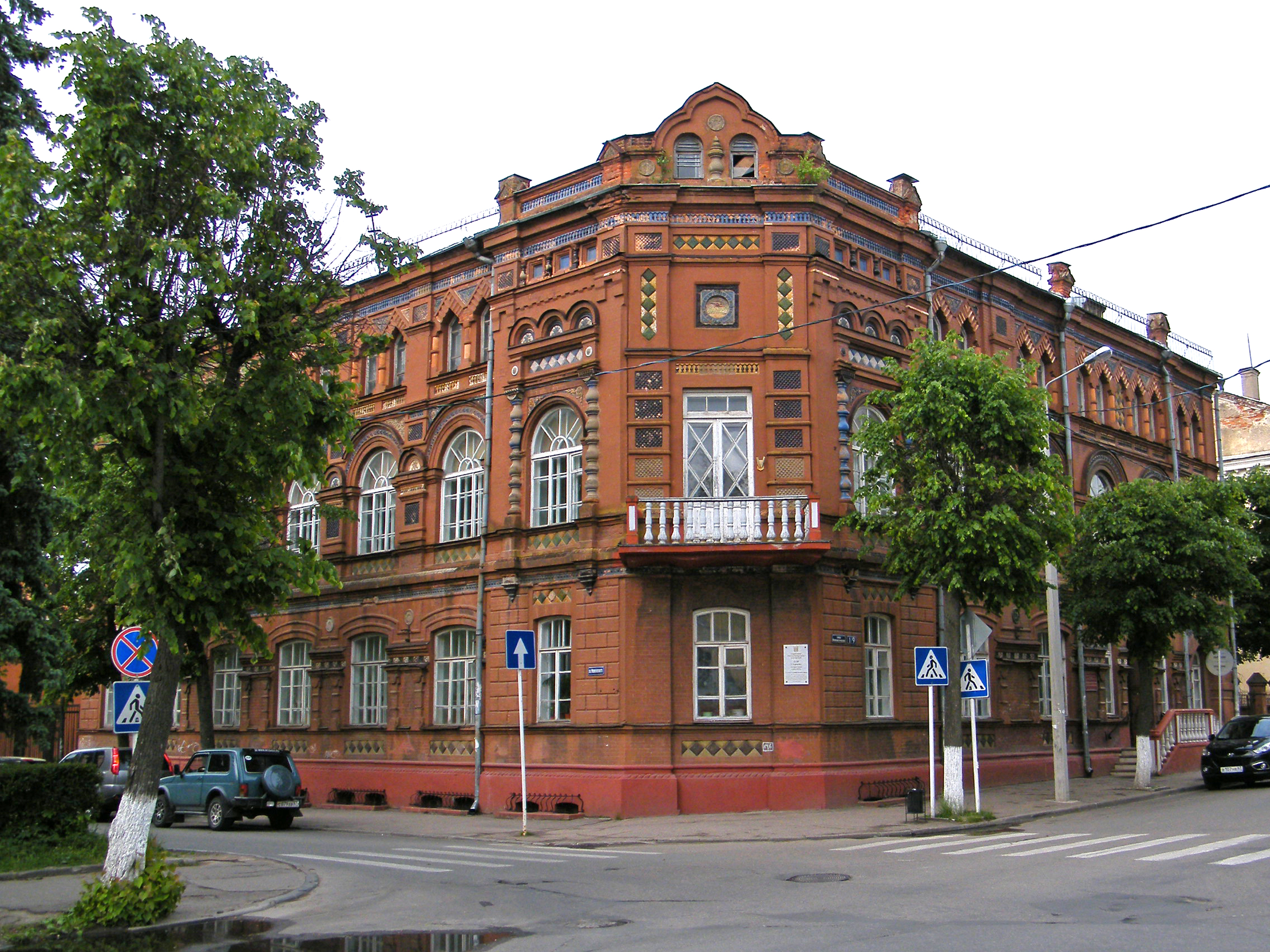
Дом Будникова

- Библиотека им. А. Т. Твардовского (Б. Советская ул.) — с 1924 г. им. Ленина — расположена в здании бывшего Купеческого собрания, построенного в 1888 г.
- Выставочный зал Смоленского музея-заповедника открыт в 1969 г. в здании бывшей соборной церкви Вознесенского женского монастыря (летом 2008 г. здание освобождено)
- Дом связи — здание построено в 1961 г. на месте гимназического сада. С 1778 г. Почтовый двор располагался на пересечении улиц Ленина и Конёнкова, в 1859 г. в здании конторы появился телеграф
- Городок Коминтерна — бывшие казармы Нарвского полка (конец XIX в.)
- Городская администрация (мэрия) — Губернская земская управа, здание построено в 1906 г.
- Городская гимназия — здание построено в 1858—1861 гг. для мужской классической гимназии. После революции 6-я трудовая школа II ступени, в 1930—1990 гг. средняя школа № 7 (до 1963 г. им. Н. К. Крупской, затем им. Н. М. Пржевальского)
- Городской сад им. М. И. Глинки — Блонье (заложен в 1830 г. при Н. И. Хмельницком)
- Городской шахматный клуб — в здании лютеранской кирхи, в годы I мировой войны здесь был лазарет, после революции кинотеатр, редакция, Дом пионеров, кукольный театр
- Гостиница «Россия» — построена в 1980 г. к XXII летним Олимпийским играм в Москве
- Гостиница «Смоленск» — построена в 1937—1939 гг. Ныне отдана под размещение арбитражного суда и проходит реставрацию[122].
- Гостиница «Центральная» (с 1980 г.) (ныне «Смоленскотель»)- построена в 1961 г. и называлась «Россия». До ВОВ на этом месте было здание «Общества взаимного кредита»
- Смоленский государственный университет (ул. Пржевальского) — Педагогический институт — старый корпус построен в 1901 г. для женского епархиального училища, два новых корпуса в 1970-е
- Дворец культуры железнодорожников — открыт в 1957 г. (Витебское шоссе, 10). Старое здание, построенное в 1930-е, располагалось ближе к железной дороге
- Дворец культуры профсоюзов — Дворец рабочих (1 мая 1919 г.) — бывшее здание Благородного собрания, построено в 1887 г. Напротив здания Благородного собрания в 1881 г. был открыт частный сад «Эрмитаж». В «Эрмитаже» находился павильон Летнего театра. В 30-е годы «Эрмитаж» стал садом Томского. Сейчас на этом месте Дом профсоюзов, построенный в 1980 г.
- Дворец творчества детей и юношества — Дворец пионеров и школьников (29.10.1935 г.) — в здании бывшего Офицерского собрания, построенного купцом П. А. Будниковым в 1895 г. Дом П. А. Будникова — угол ул. Советской и ул. Барклая-де Толли — XIX в.
- Дворец торжественных обрядов (Бракосочетаний) — в прошлом дом городского главы А. П. Энгельгардта, построенный в 1877—1879 гг.
- Детская художественная школа — резиденция смоленских гражданских губернаторов, здание построено в 1781 г., после революции Дом крестьянина, после войны здание занимал зооветинститут, затем музыкальное училище
- Дом быта «Гамаюн» (середина 1970-х гг.) (просп. Гагарина) — на этом месте при Екатерине II располагались соляные склады, затем здание государственного коннозаводства, а перед войной и после неё — обувная фабрика
- Дом книги (с 1918 г.) — бывший дом купца Г. П. Павлова (2-я половина XIX в.)
- Дом работников просвещения — с 1954 г. размещается в здании бывшей частной гимназии Ф. В. Воронина (начало XX века)
- Дом «с часами» — построен в 1950 г. на месте здания, в котором располагалась гостиница «Европейская», часы конца XIX века были на углу этого здания
- Дом «со львами» — построен в 1932 г., его именуют домом «Железного потока», «домом героев», в нём жил до ареста комкор Ковтюх Е. И.
- Дом Советов (областная администрация) — построен в 1931—1932 гг., арх. С. А. Ильинская. Здание разрушено в годы ВОВ и в 1952 г. перестроено (здание областной администрации). В XV—XVIII в. здесь был Государев дворец (сгорел во время отступления французов в ноябре 1812 г.), это был второй центр Смоленска
- Дом № 2 по Витебскому шоссе — бывшее народное училище, после революции — 30-я ж/д школа, затем вечерняя школа рабочей молодёжи, до конца 2000-х здание разрушалось. Восстановлен в 2009 г., летом 2010 г. открыта Московская академия экономики и права (Смоленский филиал)
- Дом № 47 по ул. Николаева — во время оккупации находился немецкий госпиталь
- Драматический театр им. А. С. Грибоедова — государственный театр драмы, здание театра построено в 1934—1939 г. На перекрёстке улиц Глинки, Ленина, Конёнкова ранее была Театральная площадь. На ней было деревянное здание театра, оно сгорело в 1888 г. Затем театр находился в здании «Общества взаимного кредита».
- Железнодорожный вокзал построен в 1949—1951 гг.
- Здание городской думы (ныне жилой дом с магазинами на 1-м этаже) — в 1888 г. в нём открыт 1-й смоленский музей. Его создатель — преподаватель мужской гимназии, учёный-краевед, автор книг по истории Смоленска — С. П. Писарев
- Здание банка — (угол Коммунистической и Б. Советской) построено 1930-х годах. Во время оккупации в нём размещалась немецкая комендатура.
- Исторический музей — бывший дом А. Э. Ранфта, в этом здании фирма «Зингер» торговала швейными машинками. Бронзовые пушки перед музеем отлиты в Бреслау (Пруссия) в 1782 г. и 1802 г. (захвачены в виде трофеев в 1812 г. и переданы Смоленску в 1962 г. из музеев Московского Кремля — к 150-летию войны 1812 г.)
- Кадетский корпус — военно-учебное заведение с 1804 до 1812 гг. (угол Советской и Коммунистической). Было третьим подобного рода в России. Во время пожара 1812 г. здания сгорели. После войны 1812 г. в Смоленск корпус не вернулся.
- Областная Филармония (ул. Глинки) — здание бывшего Дворянского собрания (1825 г.), после войны здесь до 1968 г. находился медицинский институт, областной филармонии здание передали в середине 1980-х.

Довоенные здания Смоленска
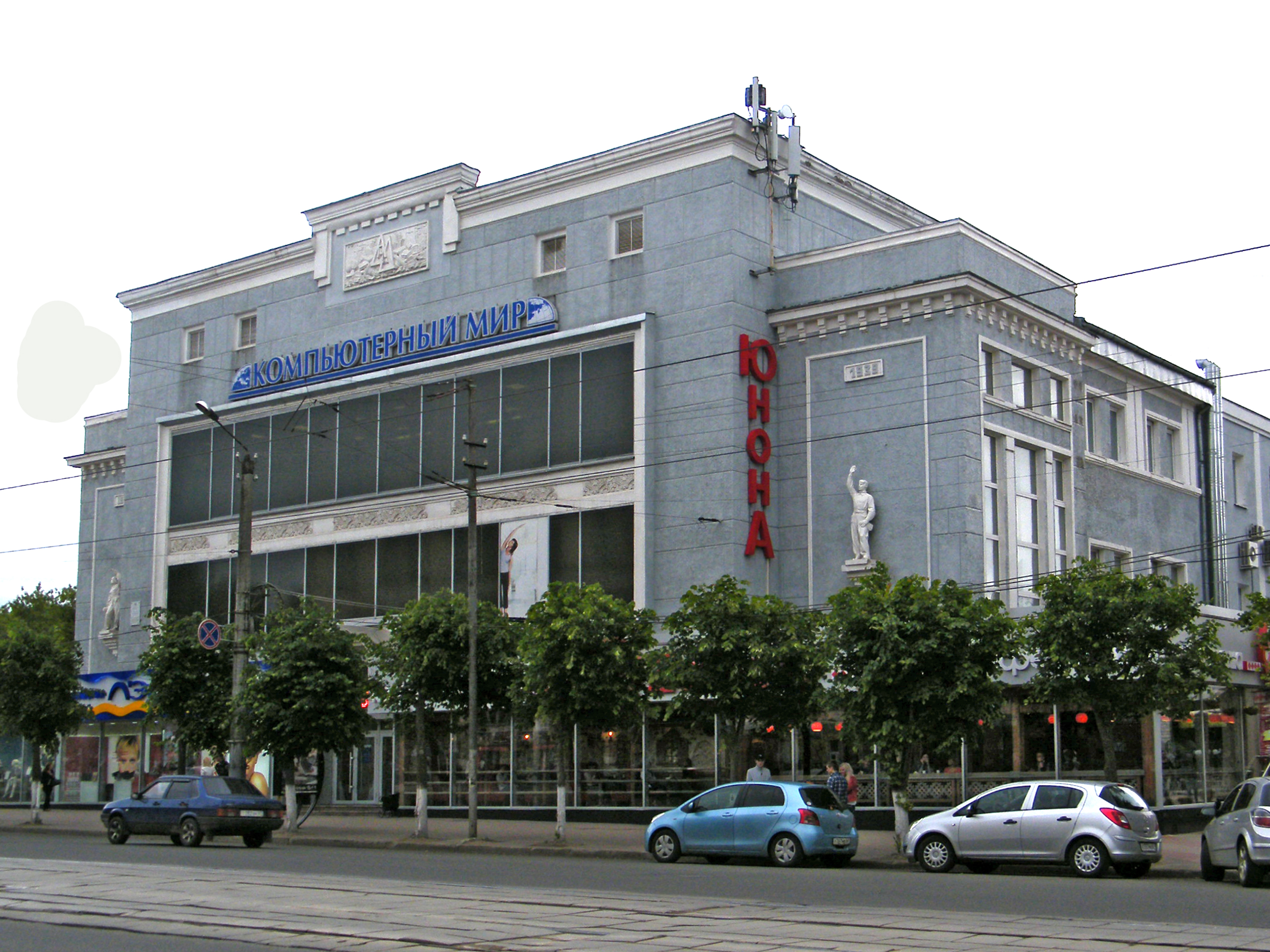
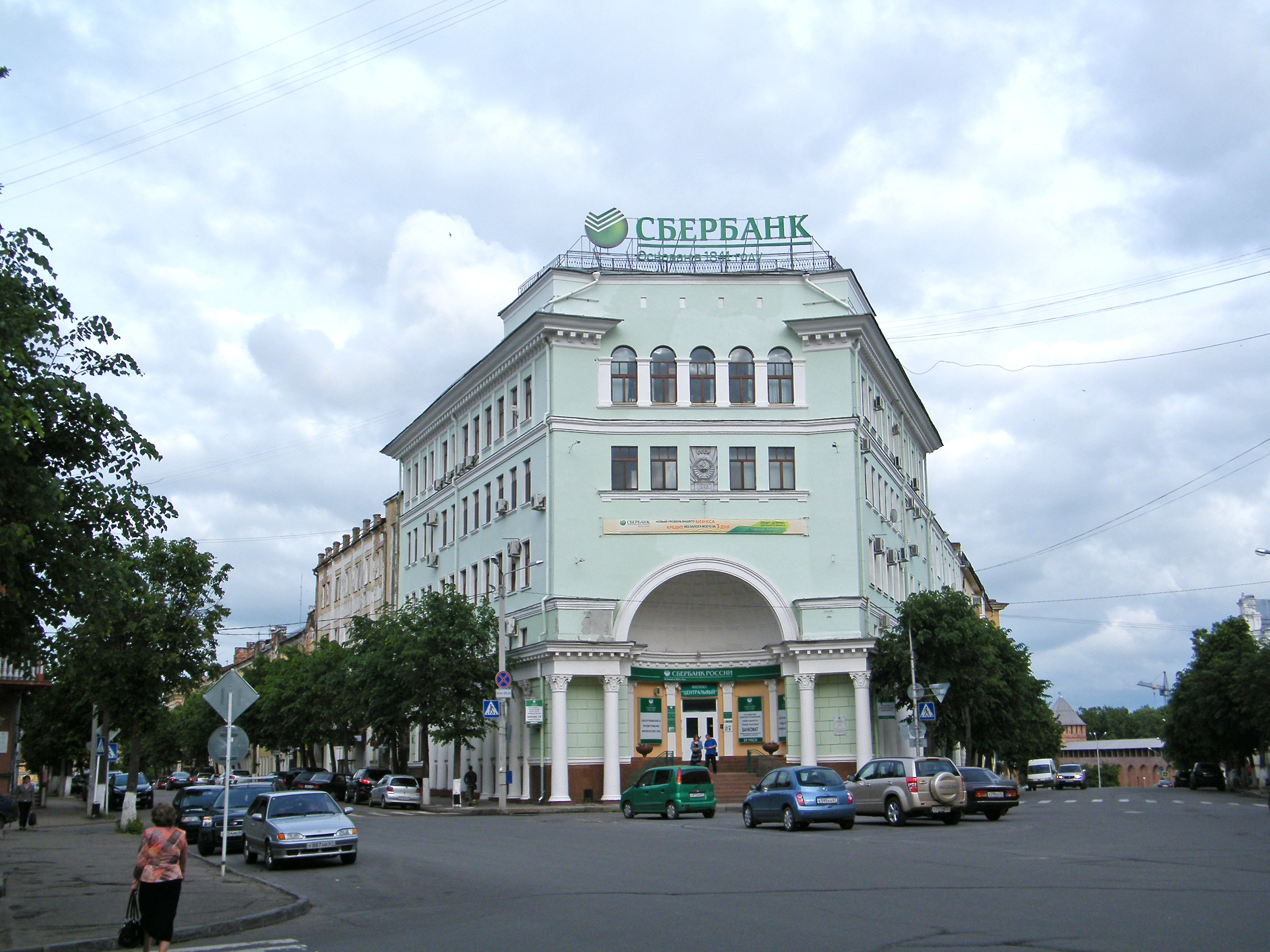
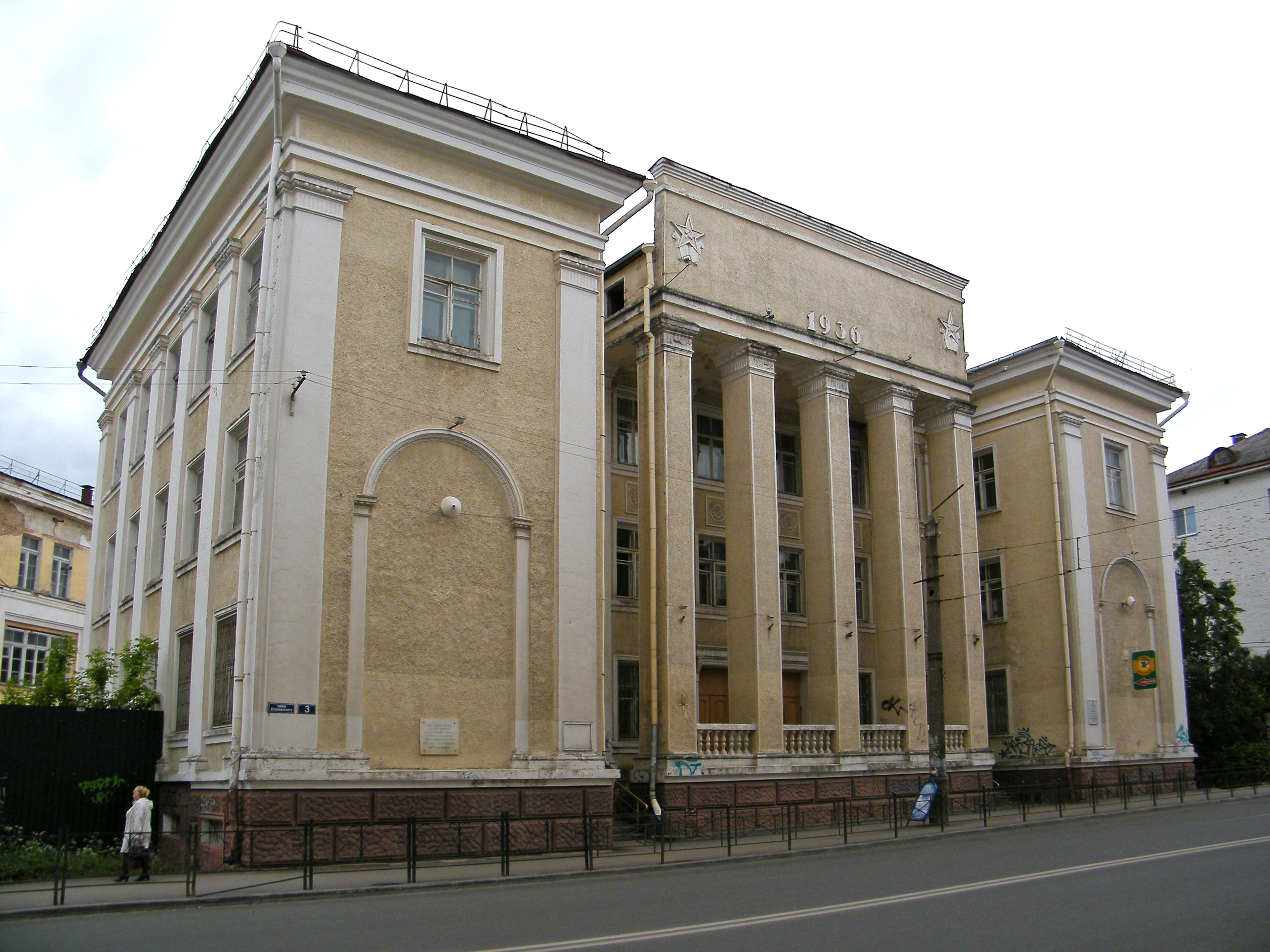

Послевоенные здания Смоленска
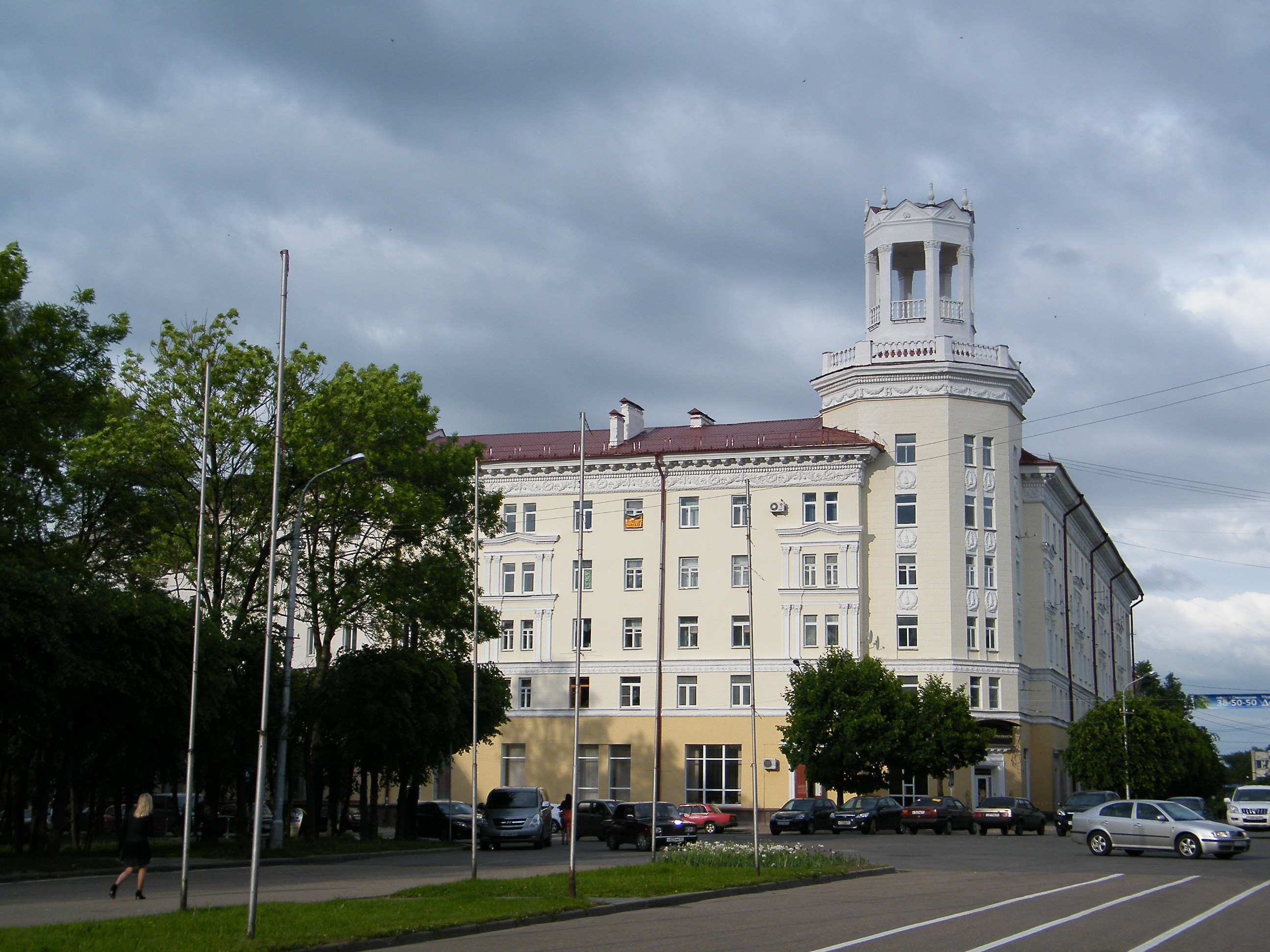
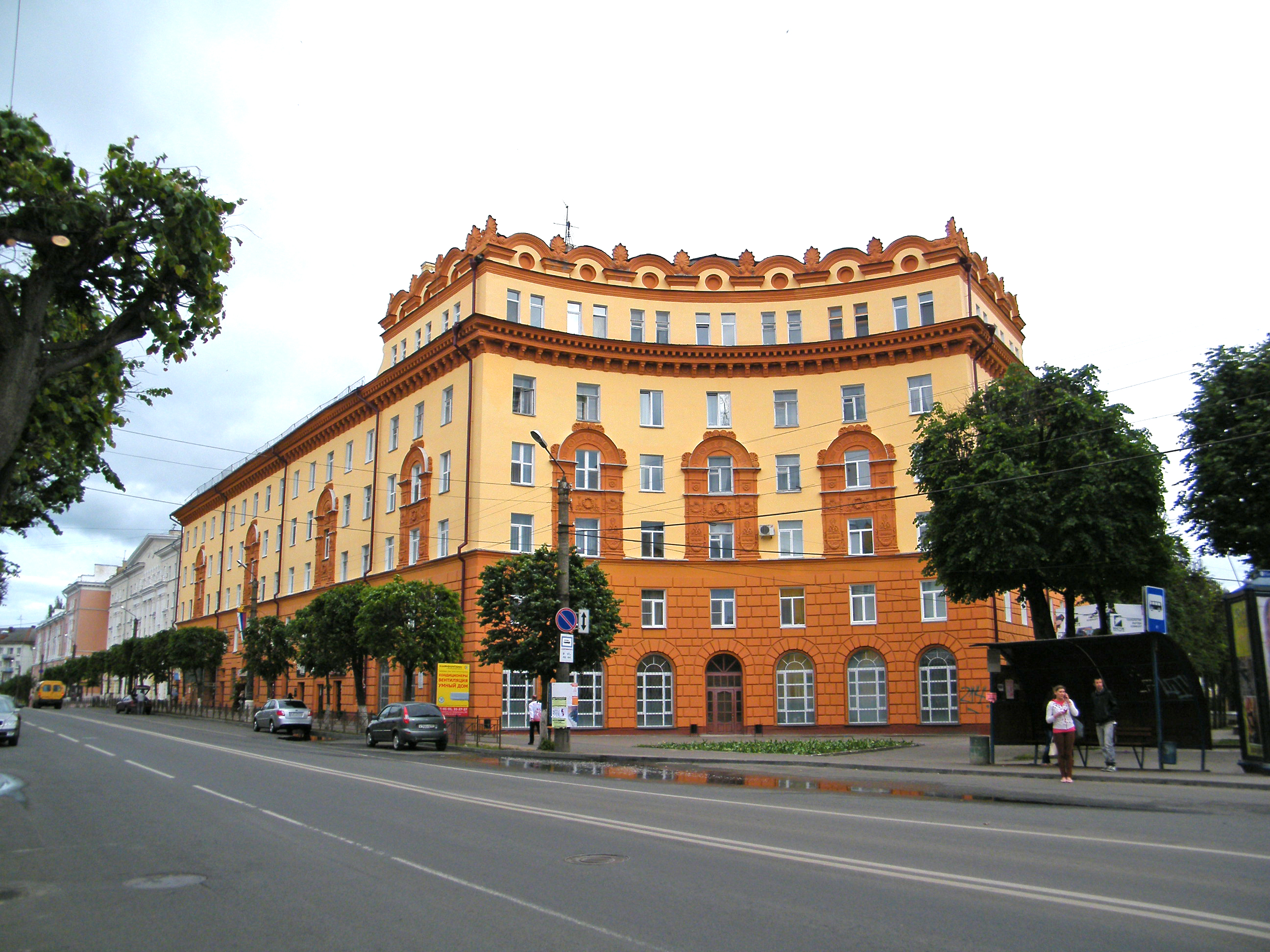
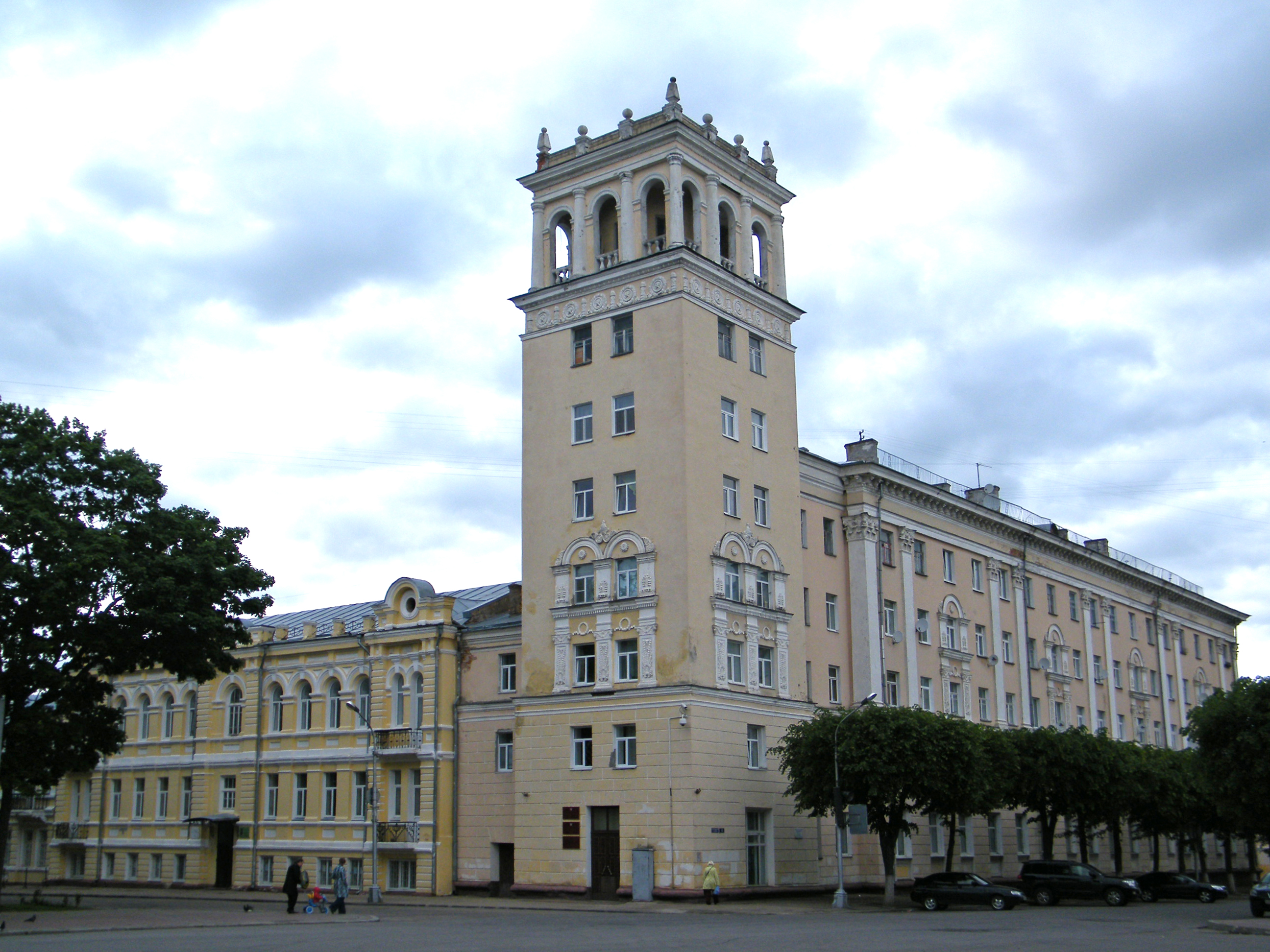

## Средства массовой информации

### Телевидение
- 1 твк — НТВ
- 3 твк — Россия К
- 5 твк — Первый канал
- 6 твк — Россия 1 / ГТРК Смоленск
- 10 твк — Рен ТВ-Смоленск
- 12 твк — ТНТ-Феникс
- 28 твк — Первый канал
- 30 твк — Россия 24 / ГТРК Смоленск
- 40 твк — Ю
- 52 твк — Пятый канал
- 60 твк — Матч ТВ

### Радиостанции
- 67.13 МГц — (Молчит) Радио Маяк
- 68.54 МГц — (Молчит) Радио России / ГТРК Смоленск
- 68.96 МГц — (Молчит) Радио России / ГТРК Смоленск (Смогири)
- 87.7 МГц — Новое радио
- 88.4 МГц — Радио Вера
- 88.9 МГц — Радио для двоих
- 89.3 МГц — Радио ENERGY
- 89.9 МГц — Радио Дача
- 90.5 МГц — Радио Гордость
- 90.9 МГц — Наше Радио
- 91.3 МГц — Радио Шансон
- 93.0 МГц — Радио Маяк
- 94.5 МГц — Comedy Radio
- 95.2 МГц — Радио России / ГТРК Смоленск (Смогири)
- 99.0 МГц — Радио Комсомольская Правда
- 101.5 МГц — Вести FM
- 102.0 МГц — Европа Плюс
- 102.7 МГц — Радио Весна
- 103.1 МГц — Радио МИР
- 103.5 МГц — Русское радио
- 103.9 МГц — Авторадио
- 104.3 МГц — Радио Орфей
- 104.8 МГц — Ретро FM
- 105.2 МГц — Радио России / ГТРК Смоленск
- 105.6 МГц — DFM
- 106.0 МГц — Радио Ваня
- 106.5 МГц — Детское радио
- 107.2 МГц — Дорожное радио
- 107.7 МГц — Юмор FM

### Печатные издания
- «Рабочий путь» — ежедневная областная общественно-политическая газета (издаётся с 1917 года)
- «Смоленские новости» — областная независимая газета (издаётся с 1991 года)
- «Смоленская газета» — региональное общественно-политическое издание (издаётся с 14 ноября 2002 года)
- «О чём говорит Смоленск» — независимое общественно-политическое издание
- «Аргументы и Факты — Смоленск» — региональное приложение к газете «Аргументы и Факты» (издаётся с 1996 года)
- «Комсомольская правда — Смоленск» — региональное приложение к газете «Комсомольская правда»

## Спорт

### Стадионы
- Спартак — центральный стадион города, возведён в 1959 году (вместимость 10 000 человек)
- Крылья Советов — расположен в микрорайоне Покровка, в 2011 году была проведена полная реконструкция
- Сапа — расположен в микрорайоне Киселёвка
- Третий тайм — расположен на улице Шевченко
- Аналитприбор — стадион одноимённого предприятия, расположен в микрорайоне Колодня на территории лесопарка «Соколья Гора»
- СКА МВО — расположен на улице Багратиона
- СГАФКСТ — расположен на улице Кирова
- СФ МЭИ — расположен у восточной стороны Реадовского парка

### Ледовые арены

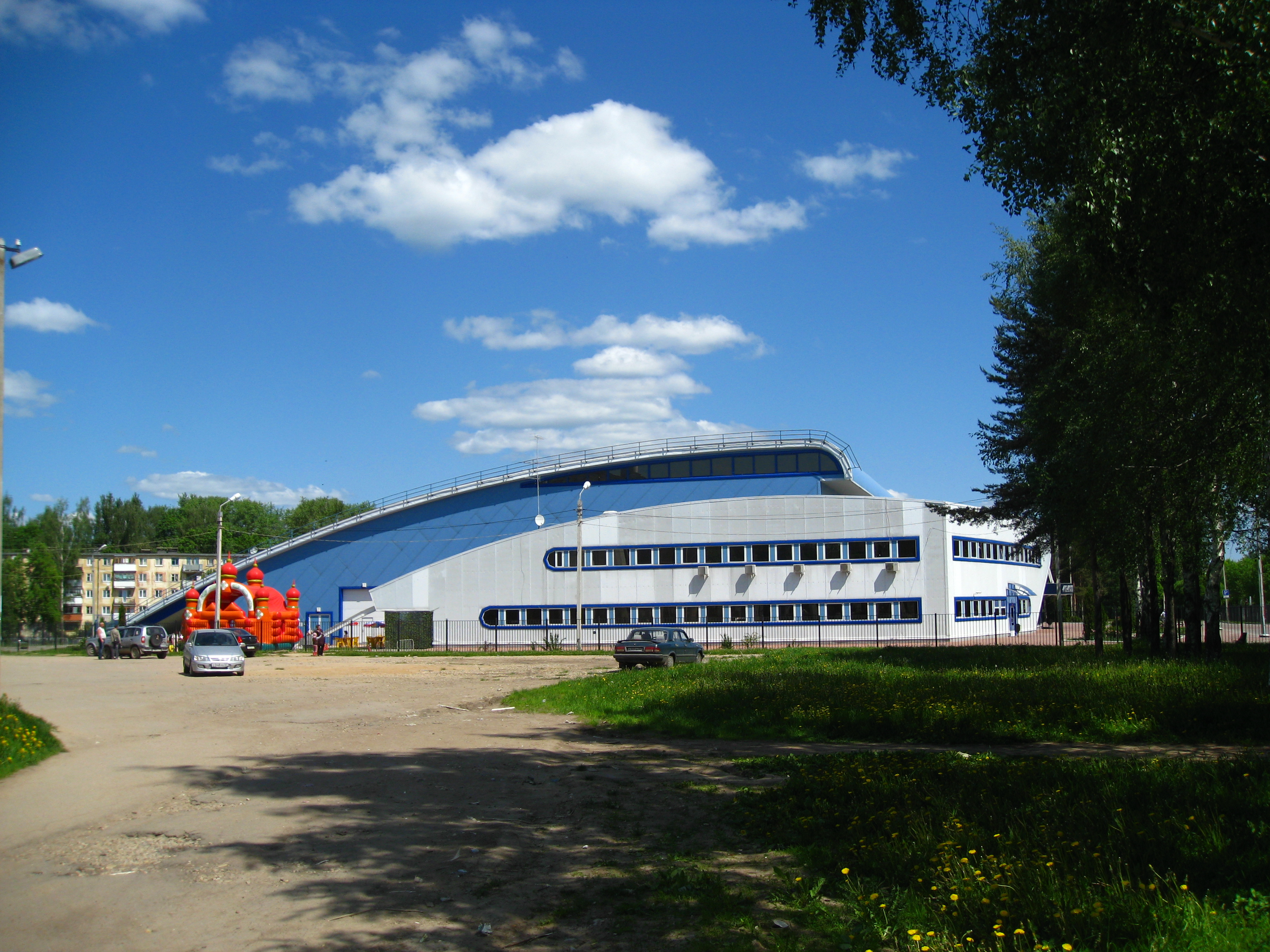
Ледовый дворец в Смоленске

- Ледовый дворец — открыт 26 февраля 2008 года (вместимостью 700 человек). Здание является копией малой ледовой арены Дворца спорта в Минске.
- СГАФКСиТ — Ледовый дворец Смоленской государственной академии физкультуры, спорта и туризма, открыт в 2013 году (вместимостью 1080 человек)
- Спорткомплекс «Юбилейный» в Реадовском парке.

### Ипподром
- Одинцово

### Бассейны
Крупнейшие:
- Бассейн СГАФКСТ — единственный в городе и во всей области[123] 50-метровый плавательный бассейн, разбит на 8 дорожек, глубина составляет 3—6 метров, имеются вышки для прыжков в воду высотой 5 м, 7,5 м, 10 м[124], бассейн входит в состав спортивного комплекса, построенного в 2013 году[125];
- Днепр — построен в 1963 году, включает в себя 6 дорожек[126];
- Волна — действует с 20 декабря 1982 года, включает 8 дорожек[127];
- Дельфин — возведён в 1974 году, включает 6 дорожек[128].

### Боулинг
- Развлекательный комплекс «Galaxy Park» — боулинг.

### Теннис
Теннисные корты:
- Спорткомплекс «Олимп»
- Спортивно-оздоровительный комплекс «Смена»
- Спортивный клуб армии МВО

### Экстрим
- Скейтпарк, открытый весной 2011 года — специализированная площадка для экстремальных видов спорта: скейтбординга, велотриала, роллерблейдинга и BMX. Площадь скейтпарка 900 м². На площадке установлены: пирамида с перилой и тумбой, фан-бокс с тумбой, флай-бокс с тумбой, разгонка (1,5 м), радиус (2 м), мини-рампа (1,8 м), пикник-стол, четыре кикера (2х80 и 2х30), наклонный бокс, узкий бокс, два широких бокса (1х2 м и 1х2,4 м), радиусный кикер, два перила (30 и 40)[129].

### Велоспорт
- Спортивная школа «Юность России». Подготовка детей школьного возраста. Основная специализация — шоссейный велоспорт.
- Отделение велоспорта Смоленского государственного училища олимпийского резерва осуществляет подготовку девушек в специализации шоссейный велоспорт.
- Трасса для маунтинбайка в Реадовском парке. Созданная смоленскими спортсменами трасса для кросс-кантри, трейла и эндуро. Регулярно используется для проведения как соревнований местного, так и всероссийского и международного значения. По состоянию на май 2020 года включает в себя более 50 трейлов различной сложности с общей протяженностью более 11 километров[130].

### Спортивные клубы
- ФК «Днепр» — мужской футбольный клуб. Выступает в Третьей лиге СФФ «Центр»[131][132].
- ХК «Славутич» — мужской хоккейный клуб. Выступает в белорусской Экстралиге (с 2024 г.), ранее выступал в ВХЛ группе Б
- ВК «СГАФК-Феникс» — волейбольный клуб. Выступает в высшей лиге Б.
- ВК «Смолянка» — женский волейбольный клуб. Выступает в высшей лиге Б.
- БК «Смоленск» — мужской баскетбольный клуб. Выступает в первой лиге Центрального федерального округа.
- МФК «Автодор Смоленск» — мужской мини футбольный клуб, выступает в Высшей Лиге зоне Центр
- БК «Камея» — женский баскетбольный клуб. Выступает в первой лиге Центрального федерального округа.
- Аэроклуб «Полёт»
- Военно-Исторический Клуб «Крестоносец»[133]
- Парашютный клуб «Парашютный мир»
- Клуб бокса «Кожаная перчатка»

Прекратившие существование:
- ФК «Кристалл»
- ФК «Искра»

## Наука и образование

### Учреждения среднего общего и основного общего образования
В Смоленске работают около 137 учебных учреждений. Есть вечерние школы, а также областной лицей имени Кирилла и Мефодия.

### Средне-специальные учебные заведения

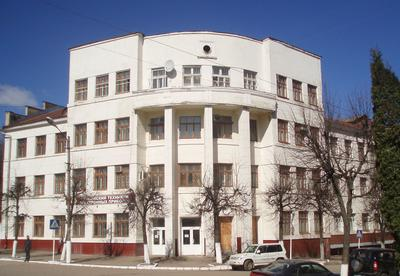
Политехнический колледж

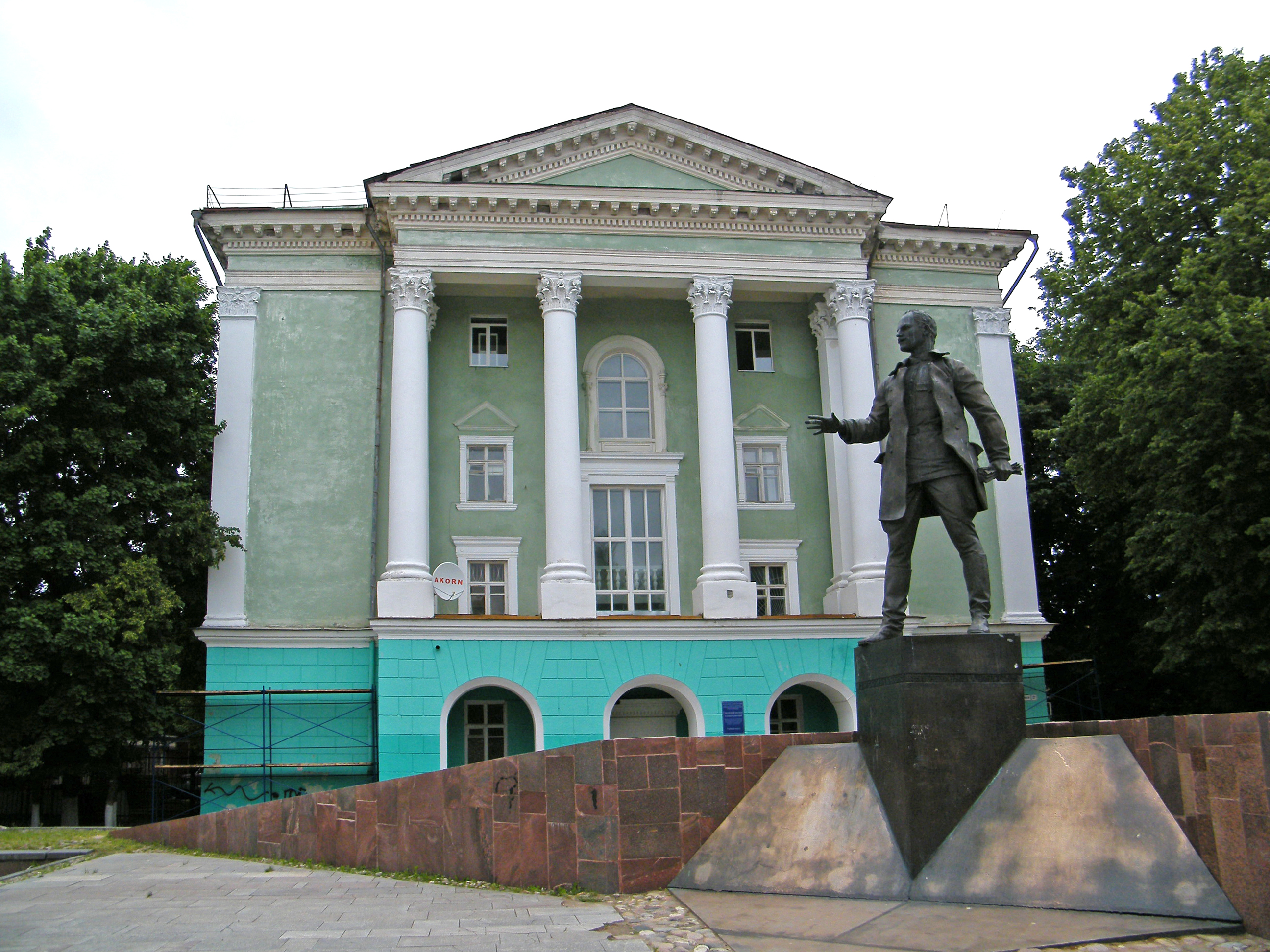
Колледж телекоммуникаций

- Смоленский колледж телекоммуникаций (филиал) Санкт-Петербургского государственного университета телекоммуникаций им. проф. М. А. Бонч-Бруевича
- Смоленская областная технологическая академия (бывший Смоленский техникум электронных приборов и Смоленский политехнический техникум)
- Смоленский строительный колледж
- Смоленский педагогический колледж
- Смоленский базовый медицинский колледж
- Смоленская академия профессионального образования
- Смоленский автотранспортный колледж им. Е.Г. Трубицина
- Колледж Смоленского Государственного института искусств
- Колледж Смоленского гуманитарного университета
- Международный колледж современных технологий
- Смоленский колледж лёгкой промышленности и индустрии моды
- Смоленский кооперативный техникум
- Смоленский торгово-экономический техникум
- Смоленский индустриальный техникум
- Смоленский технологический техникум
- Смоленский вечерний текстильный техникум
- Смоленский юридический техникум Международного Юридического Института
- Смоленское областное музыкальное училище им. М. И. Глинки

Филиалы иногородних учебных заведений
- Юридического колледжа Российской секции Международной полицейской ассоциации
- Московского колледжа железнодорожного транспорта
- Московского финансового колледжа

### Высшие учебные заведения
Государственные:

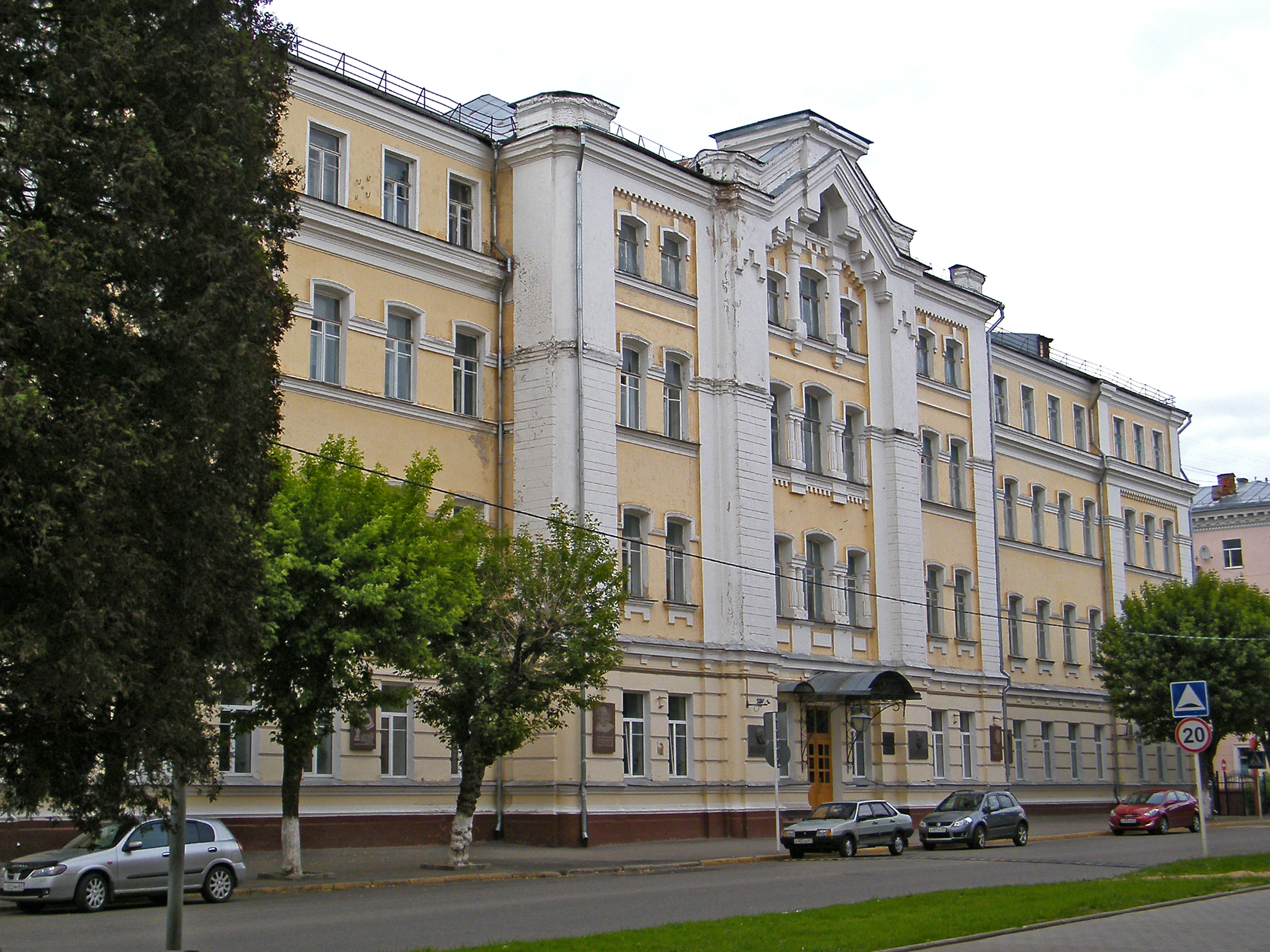
Смоленский государственный университет

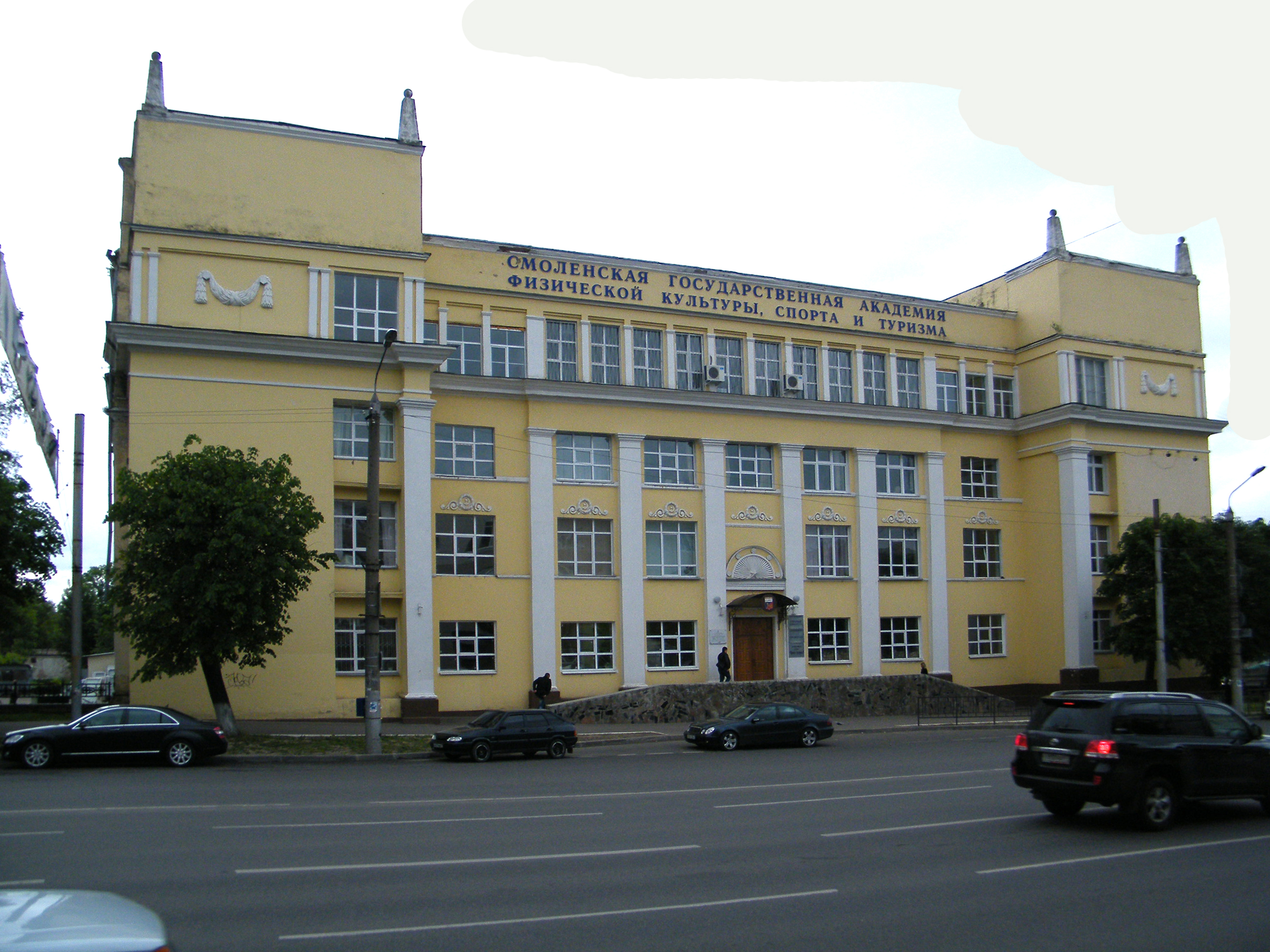
Академия физической культуры, спорта и туризма

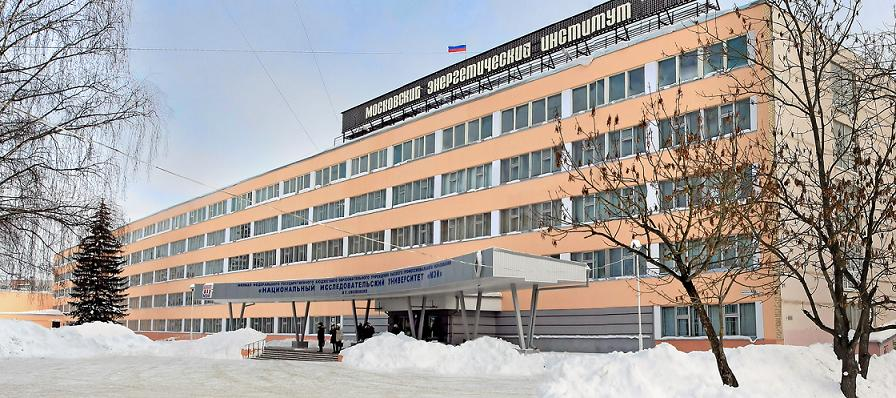
Филиал национального исследовательского университета МЭИ в г. Смоленске

- Смоленский государственный университет (бывший Смоленский государственный педагогический институт имени Карла Маркса). Старейший вуз города.
- Смоленский государственный медицинский университет

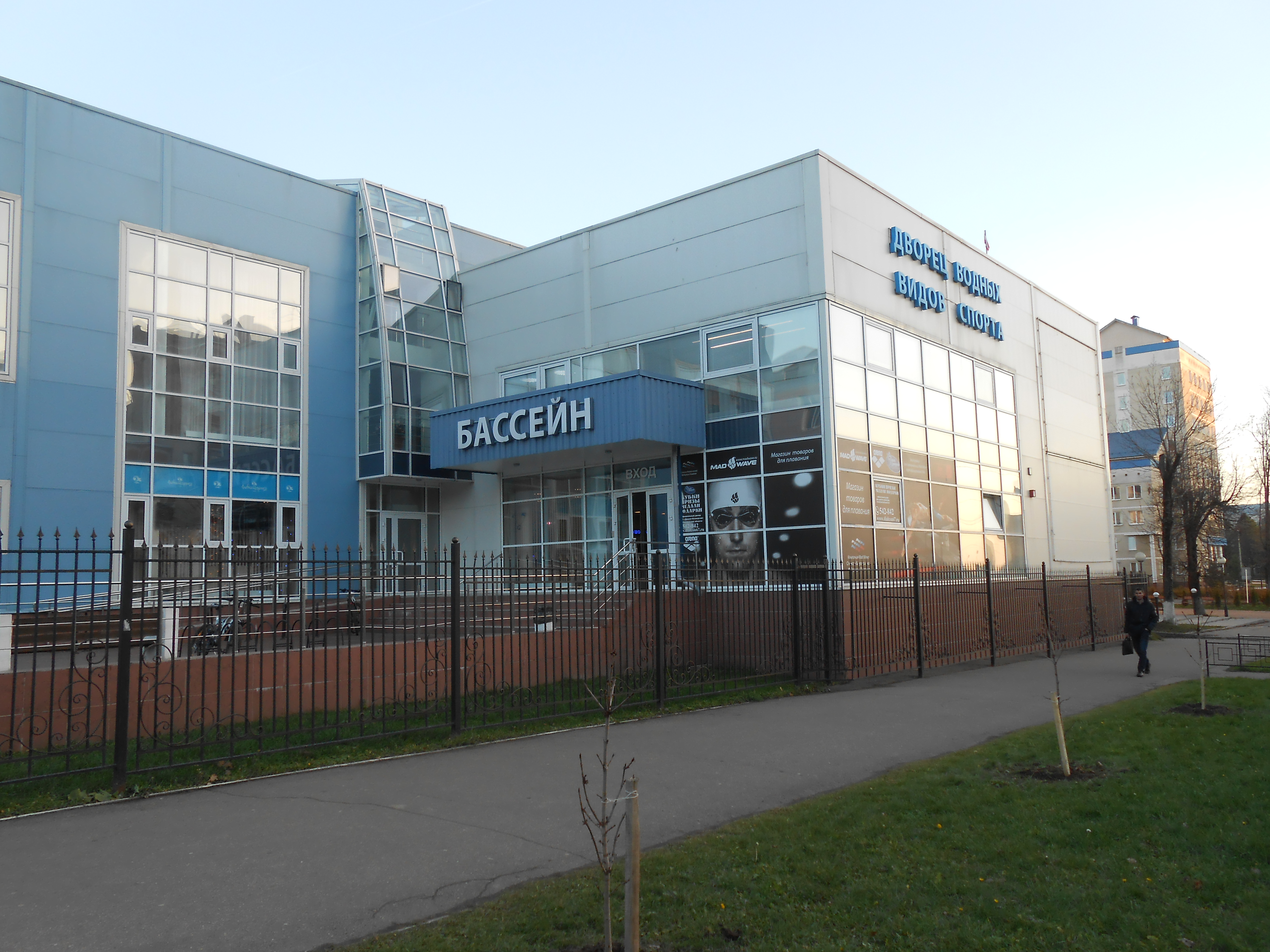
50-метровый бассейн СГАФКСТ

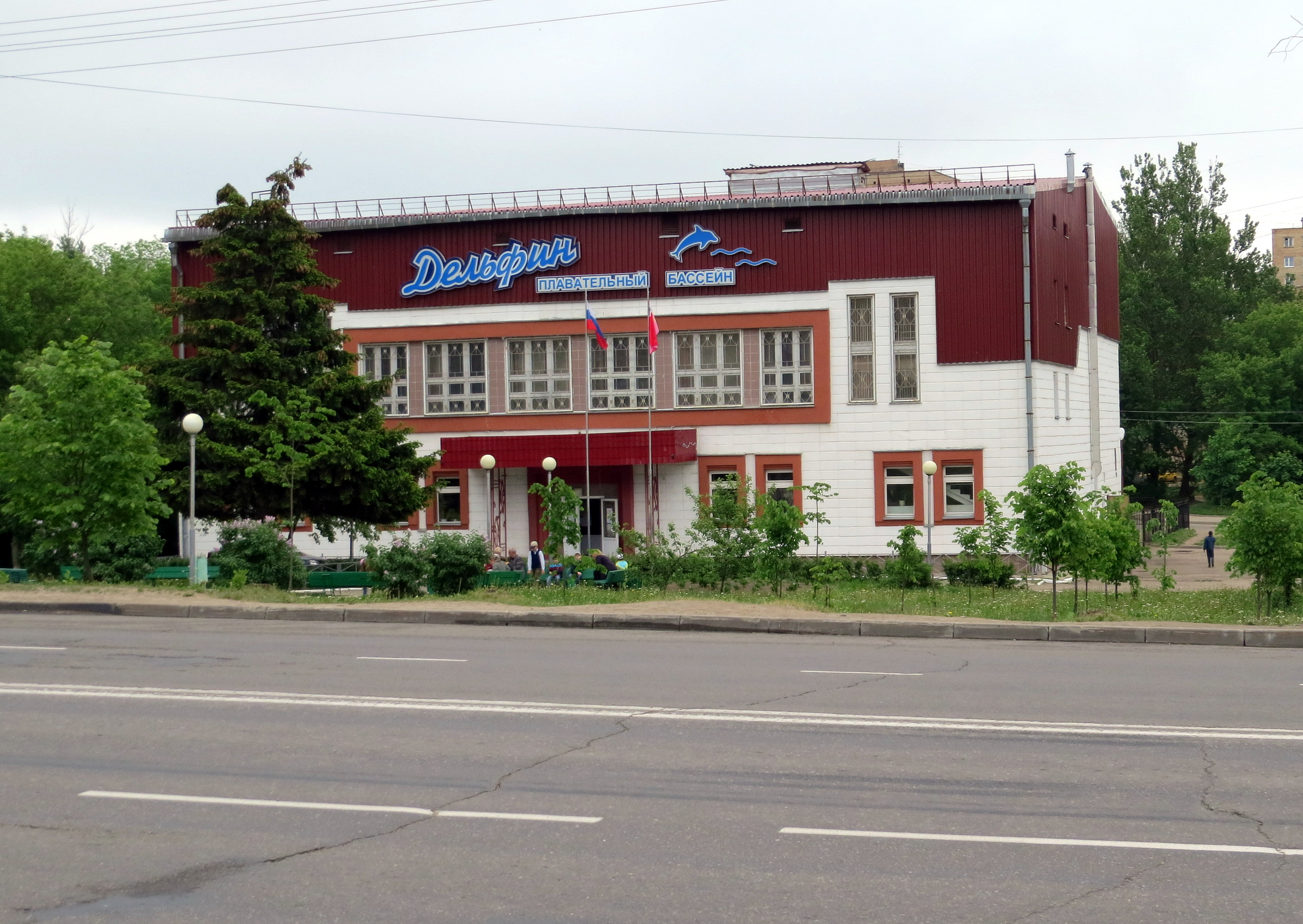
Бассейн «Дельфин» в Смоленске

- Смоленская государственная сельскохозяйственная академия
- Смоленская государственная академия физической культуры, спорта и туризма (бывший Смоленский государственный институт физической культуры)
- Военная академия войсковой противовоздушной обороны Вооружённых сил РФ им. маршала Советского Союза А. М. Василевского (бывшее Смоленское высшее зенитно-ракетное инженерное училище)
- Смоленский государственный институт искусств

Негосударственные:
- Смоленский институт бизнеса и предпринимательства
- Смоленская Православная Духовная Семинария

Филиалы московских и других иногородних учебных заведений
Государственные:
- Смоленский филиал Московского энергетического института (с 1961 г.) Национальный Исследовательский Университет
- Финансовый университет при Правительстве Российской Федерации (бывший филиал Всероссийского заочного финансово-экономического института)
- Российская академия народного хозяйства и государственной службы при Президенте Российской Федерации
- Российский государственный открытый технический университет путей сообщения
- Российского университета кооперации
- Российский государственный университет туризма и сервиса
- Российский государственный аграрный заочный университет
- Российский государственный торгово-экономический университет
- Московского государственного университета путей сообщения (МИИТ)
- Московский государственный открытый университет
- Московского государственного университета технологий и управления
- Московского автомобильно-дорожного института (государственного технического университета)
- Московская государственная академия коммунального хозяйства и строительства
- Московского государственного университета экономики, статистики и информатики
- Орловская региональная академия государственной службы
- Саратовской государственной академии права

Негосударственные:
- Смоленский институт экономики Санкт-Петербургской академии управления и экономики
- Современная гуманитарная академия
- Московский новый юридический институт
- Московской академии экономики и права
- Московский институт индустрии моды
- Академия права и управления
- Санкт-Петербургский институт внешнеэкономических связей, экономики и права
- Международный юридический институт при Министерстве юстиции Российской Федерации
- Международный институт экономики и права
- Институт управления и права г. Москвы

### Научно-исследовательские учреждения
- Смоленский научно-исследовательский институт сельского хозяйства

## Здравоохранение
- Смоленский Областной Онкологический диспансер (ОГБУЗ СООКД)
- Смоленская Клиническая Больница Скорой Медицинской Помощи (ОГБУЗ «КБСМП»)
- Городская клиническая больница № 1 (в том числе поликлиника)
- Больница восстановительного лечения
- Детская клиническая больница
- НУЗ Отделенческая больница на ст. Смоленск ОАО «РЖД» (в том числе поликлиника)
- 8 поликлиник, 4 муниципальных стоматологических клиники
- Станция скорой медицинской помощи (ОГБУЗ ССМП, включает 5 подстанций: центральная, мкрн Киселёвка, мкрн Королёвка, Колодня, Гнёздово)

## Религия
Большинство верующих — православные. В городе также проживают католики и представители других религий.
На территории города зарегистрированы и действуют 63 религиозных организации.
1. Католическая церковь
  1. Приход Непорочного Зачатия Пресвятой Девы Марии[136]
2. Русская православная церковь (Смоленская и Дорогобужская епархия)
  1. Приход храма Архангела Михаила г. Смоленска[137]
  2. Православный приход храма Иоанна Предтечи г. Смоленска[138]
  3. Приход храма Святителя Иоанна Златоуста г. Смоленска[139]
  4. Приход храма Святого Великомученика и Целителя Пантелеимона г. Смоленска
  5. Приход храма Святителя Николая Чудотворца г. Смоленска
  6. Приход храма Мученика Меркурия Смоленского г. Смоленска[140]
  7. Приход храма Державной иконы Божией Матери г. Смоленска[141]
  8. Приход храма Преподобного Авраамия Смоленского пос. Голынки Руднянского района
  9. Приход Свято-Успенского кафедрального собора г. Смоленска
  10. Приход храма Святых Новомучеников Российских г. Смоленска[142]
  11. Приход храма Иоанна Богослова г. Смоленска[143]
  12. Приход храма Святой Великомученицы Варвары г. Смоленска[144]
  13. Приход храма в честь Благоверного князя Феодора Смоленского г. Смоленска[145]
  14. Приход Верхне-Георгиевской церкви г. Смоленска[146]
  15. Приход храма Покрова Пресвятой Богородицы г. Смоленска[147]
  16. Приход Спаса Нерукотворного г. Смоленска[148]
  17. Епархиальный Спасо-Вознесенский женский монастырь г. Смоленска[149]
  18. Приход храма в честь святого благоверного князя Андрея Смоленского г. Смоленска[150]
  19. Приход храма Всех Святых в земле Смоленской Просиявших г. Смоленска[151]
  20. Епархиальный Спасо-Преображенский Авраамиев мужской монастырь г. Смоленска[152]
  21. Приход церкви в честь Тихвинской иконы Божией Матери г. Смоленска[153]
  22. Православный Свято-Троицкий женский монастырь г. Смоленска[154]
  23. Приход храма мученицы Татианы г. Смоленска[155]
  24. Приход храма Святых Апостолов Петра и Павла г. Смоленска[156]
  25. Приход храма Сергия Радонежского г. Смоленска[157]
  26. Приход Храма Александра Невского г. Смоленска[158]
3. «Православная старообрядческая община во имя Смоленской Божией Матери»
4. Евангелическо-Лютеранская община г. Смоленска
5. Евангельские христиане
  1. Поместная церковь «Новая Вифания»
  2. Поместная церковь «Благовест»
  3. «Смоленская Церковь»
  4. Смоленское областное библейское общество евангельских христиан
6. Российская церковь христиан веры евангельской (пятидесятников)
  1. «Свет миру» в г. Смоленске
  2. «Новая Жизнь» в г. Смоленске
  3. «Возрождение» в г. Смоленске
  4. «Святая Троица» в г. Смоленске
  5. Объединение церквей христиан веры евангельской (пятидесятников) в Смоленской области
  6. Христианская миссия милосердия «Неемия»
  7. «Единство» в Смоленской области
  8. «Пробуждение» в г. Смоленске
7. Харизматическое движение
  1. Христианская харизматическая церковь «Торжество Жизни» в г. Смоленске
  2. Реабилитационная Миссия служения осуждённым «Новая Жизнь» в Смоленской области
8. Евангельские христиане-баптисты
  1. Церковь Евангельских христиан-баптистов города Смоленска
  2. Церковь «Вифания» города Смоленска
  3. Объединение Евангельских христиан-баптистов Смоленской области
  4. «Библейский радикалы»
9. Церковь Иисуса Христа Святых последних дней в г. Смоленске
10. Община Церкви христиан адвентистов седьмого дня.
11. «Объединённая методистская церковь» г. Смоленска
12. Новоапостольская церковь
  1. Смоленская община Западного регионального управленческого центра
13. Свидетели Иеговы в г. Смоленск
14. Иудаизм
  1. Смоленская еврейская религиозная организация община «Маген»
  2. «Еврейская община в г. Смоленске»
  3. Еврейская община «Хавер-Смоленск» в г. Смоленске
  4. Еврейская община «Авив» в г. Смоленске
  5. Смоленская еврейская религиозная организация — община «Дэрэх А-Шем»
  6. Еврейская община «Хаверим» в г. Смоленске
  7. Еврейская община «Эйлат» в г. Смоленске
  8. Еврейская община «Эйда» в г. Смоленске
  9. ортодоксального иудаизма «Смоленское областное объединение еврейских религиозных общин»
15. Смоленское религиозное общество вайшнавов (община) им. А. Ч. Бхактиведанты Свами Прабхупады
16. «Смоленское общество сознания Кришны»
17. «Буддийский центр Алмазного Пути Школы Карма Кагью города Смоленска»
18. Религиозная организация мусульман Смоленска и Смоленской области

## Награды
- Звание «Город-герой» (6 мая 1985) с вручением медали «Золотая звезда» — «за мужество и стойкость, проявленные защитниками Смоленска, массовый героизм трудящихся в борьбе против немецко-фашистских захватчиков в годы Великой Отечественной войны».
- Орден Ленина (23 сентября 1983) — «за большие успехи трудящихся в хозяйственном и культурном строительстве, активное участие в революционном движении и отмечая их значительный вклад в обеспечение разгрома немецко-фашистских захватчиков в Великой Отечественной войне».
- Орден Отечественной войны I степени (3 декабря 1966) — «за мужество и стойкость, проявленными защитниками города, активное участие трудящихся в партизанском движении в борьбе с немецко-фашистскими захватчиками в период Великой Отечественной войны и успехи, достигнутые в восстановлении города и развитии народного хозяйства».

## Смоленск в искусстве
Смоленск на протяжении нескольких веков был городом, стоявшем на пути вражеских армий и оказывавшем серьёзное сопротивление (русско-польские войны, Отечественная война 1812 года, Великая Отечественная война). Этот факт нашёл отражение в фильме М. А. Захарова «Формула любви», один из героев которого говорит: «Все пришельцы в Россию будут гибнуть под Смоленском».
Художественные фильмы, снятые в Смоленске
- 1966 — «Я родом из детства», режиссёр В. Т. Туров.
- 1967 — «Война и мир», режиссёр С. Ф. Бондарчук (по роману Льва Толстого).
- 1977 — «Судьба», режиссёр Е. С. Матвеев (по роману Петра Проскурина).
- 1979 — «Сыщик», режиссёр В. П. Фокин.
- 1979 — «Точка отсчёта», режиссёр В. Т. Туров.
- 1982 — «Отцы и деды», режиссёр Ю. П. Егоров.
- 1985 — «Противостояние», режиссёр С. Д. Аранович.
- 1988 — «Вы чьё, старичьё?», режиссёр И. Е. Хейфиц (по повести Бориса Васильева).
- 1987 — «Жил-был Шишлов», режиссёр В. Я. Мотыль.
- 1990 — «Война на западном направлении», режиссёр Т. В. Левчук.
- 2004 — «Курсанты» — режиссёр А. О. Кавун, здесь Смоленск снят «в роли» города Саратова.
- с 2021 — «Вампиры средней полосы», детективно-мистический сериал Антона Маслова с Юрием Стояновым в главной роли.

Документальные фильмы о Смоленске
- 1942 — «Образцовый полицейский», Германия[159]
- 2015 — «Патриарх Кирилл. Годы служения на Смоленщине».

Мультипликационные фильмы о Смоленске
- 2015 — «Крепость. Щитом и Мечом» — режиссёр Фёдор Дмитриев.

## Внешние связи
Смоленск имеет обширные внешние связи. В городе проводятся дни культуры других городов. Город является членом Ганзейского союза Нового времени.
Города-побратимы
- Тюль, Франция (1981)[161]
- Хаген, Германия (1985)[162]
- Витебск, Беларусь (1998)[163]
- Варшава, Польша (2002—2022)[164]
- Тырговиште, Болгария (2002)[165]
- Житомир, Украина (с 1970-х годов)[166]
- Херсон, Украина
- Крагуевац, Сербия[167][168]
- / Керчь, Крым (Россия/Украина[169], 2014)[170]
- Колорадо Спрингс, США (1993—2022)[171]

Города-партнёры
- c 2003 года Калуга, Россия
- с 2009 года Томск, Россия
- c 2012 года Могилёв, Беларусь
- / c 2014 года Донецк, Украина[172]
- Орша, Беларусь

Отделение Посольства
- Беларусь[173]

Консульства
- Польша[174]